# Bari
Bari (, AFI: [ˈbaːri]; Bare [ˈbaːrə] o Vare [ˈvaːrə] in dialetto barese; fino al 1931 Bari delle Puglie) è un comune italiano di 315 924 abitanti, capoluogo della regione Puglia e dell'omonima città metropolitana. È la città più popolosa che si affaccia sull'Adriatico. Si tratta del nono comune italiano per popolazione.
Centro abitato sin dall'età del Bronzo, cominciò ad assumere importanza sotto la dominazione del popolo peuceta, che la eressero a punto nevralgico del loro dominio. Malgrado una data certa di fondazione per la città non sia ricostruibile, sappiamo dalle fonti greche che già ai tempi della guerra del Peloponneso essa era governata da un proprio sovrano con delle proprie leggi.
Nel 326 a.C. divenne alleata di Roma, per poi diventare municipium in seguito alla Guerra Sociale, col nome di Barium; nell'età imperiale essa era già difesa da una larga cinta muraria e da una rocca, doveva contenere al suo interno diversi templi per l'adorazione delle divinità pagane, e anche un teatro per i giochi pubblici, seppur di questi resti dell'età antica non sia rimasto praticamente nulla.
La sua importanza crebbe nell'era Alto-Medievale. Dopo una breve occupazione saracena che la costituì in emirato, fu prima riconquistata dall'Imperatore del Sacro Romano Impero Ludovico ll nell'871, e poi tornò ai Bizantini nell'876, diventando il maggior centro politico, militare e commerciale italiano dell'Impero D'Oriente. Bari divenne infatti capoluogo del thema di Longobardia e successivamente, dal 975, sede del catapano, funzionario imperiale che amministrava tutti i domini dell'Italia meridionale.
Bari rimase l'ultima roccaforte bizantina in Italia, cedendo al dominio normanno con l'Assedio del 1071. La città crebbe d'importanza anche sul piano religioso con l'arrivo delle reliquie di San Nicola il 9 maggio 1087, nello stesso anno Papa Urbano II raggiunse la città per consacrare il luogo dove, due anni dopo, avrà inizio la costruzione dell'imponente Basilica di San Nicola. Il dominio Normanno su Bari fu però funestato da ribellioni e lotte, nonostante la sua fortuna commerciale, che culminarono il 28 maggio 1156 con la totale distruzione della città da parte di Guglielmo I, ma la città comincio a ripopolarsi e ad essere ricostruita solo un decennio dopo sotto il regno di Guglielmo II.
Nei secoli successivi Bari vide il tramontare delle autonomie che si era conquistata nei secoli precedenti e ricoprì un ruolo sempre meno importante col passare degli anni, fatta eccezione per un breve periodo dal 1524 al 1557 quando il Ducato di Bari venne governato dalla regina Bona Sforza, che fece ritornare la città ai fasti del passato.
Nel 1813 Gioacchino Murat diede inizio ad una nuova urbanizzazione della città, abbattendo la cinta muraria, creando il borgo alle porte della Città Vecchia che conserva ancora il suo nome.
Dall'800 in poi e con la creazione del Regno D'Italia a Bari venne affidato il ruolo di capoluogo dell'area Pugliese, facendola diventare il comune italiano ed europeo più popoloso che si affaccia sul Mare Adriatico, dal 1930 è sede della Fiera del Levante, tra le principali esposizioni fieristiche d'Italia.
Dagli anni 2000 in poi è cominciata una nuova valorizzazione della città che l'ha resa un luogo turistico di livello internazionale, un turismo che gira intorno ai meravigliosi vicoli medievali di Bari Vecchia, alle sue costruzioni in stile romanico e alle reliquie del santo patrono molto venerate nel mondo ortodosso, ma anche intorno all'elegante Borgo Murattiano in stile ottocentesco.

## Geografia fisica

### Territorio
La città si affaccia sul Mare Adriatico fra i comuni di Giovinazzo, a nord, e Mola di Bari, a sud per una lunghezza territoriale e comunale di circa 40 km.
Il territorio comunale è al centro di una vasta area pianeggiante e depressa, la conca di Bari. Tuttavia, nella sua porzione centrale, si spinge per alcuni chilometri nell'entroterra, fino ai centri di Capurso, Triggiano, Bitritto, Modugno e Bitonto, incontrando così i primi pendii delle Murge. La città va dai 0 ai 131 metri di altitudine sul livello del mare. Il Municipio, situato in Corso Vittorio Emanuele II, una delle principali vie cittadine, la quale in direzione est si affaccia sul Teatro Margherita, quindi sul mare, si trova a 5 metri di altitudine.
La conformazione della città viene spesso descritta come un'aquila con le ali spiegate, la cui testa è la piccola penisola sulla quale è sorto il primo nucleo urbano, Bari Vecchia; conformazione che si volle dare all'agglomerato e al territorio comunale soprattutto in epoca fascista.
- Classificazione sismica:[7] zona 3 (sismicità bassa), Ordinanza PCM n. 3274 del 20/03/2003 aggiornata al 16/01/2006 con le comunicazioni delle regioni.

### Clima
La città è caratterizzata da un clima mediterraneo (o, secondo la classificazione di Köppen, Csa), con inverni miti ed estati calde. Le escursioni termiche sono contenute dall'azione mitigatrice marina, infatti il capoluogo, trovandosi sulla costa del basso Adriatico, è di tanto in tanto interessato da venti a regime di brezza. Tuttavia la città nei mesi invernali può essere influenzata dalle correnti fredde di provenienza nord-orientale balcanica e nord-occidentali provenienti dagli alti monti abruzzesi, che sporadicamente determinano precipitazioni anche a carattere nevoso: da ricordare le nevicate del 1987, 1993, 1999, 2003, 2007, 2014, 2017 e 2018 in cui caddero mediamente sulla città circa 15 cm di neve. Le piogge, concentrate nei mesi invernali, sono caratterizzate da un regime estremamente variabile; nei mesi estivi vi è alternanza tra ondate di caldo torrido provenienti dal nord-Africa alternate da altrettante ondate di caldo umido provenienti dalle regioni ad est del bacino del basso mediterraneo. In contrapposizione alle ondate di caldo, vi sono giorni in cui soffiano venti settentrionali di maestrale, a cui possono associarsi nuclei di bassa pressione transitori che possono dar luogo a fenomeni temporaleschi tipici della stagione estiva, bruschi cali di temperatura e mare agitato.
Il 24 luglio 2007 a Bari Palese si toccarono i 45,6 °C, la più alta temperatura mai registrata presso la stazione meteorologica dell'aeroporto cittadino. La temperatura minima assoluta risale al 3 gennaio 1993, quando si registrarono -5,9 °C.
- Classificazione climatica:[10] zona C, 1185 GG| Bari Palese                     | Mesi        | Mesi        | Mesi        | Mesi        | Mesi        | Mesi        | Mesi        | Mesi        | Mesi        | Mesi        | Mesi        | Mesi        | Stagioni | Stagioni | Stagioni | Stagioni | Anno  |
| Bari Palese                     | Gen         | Feb         | Mar         | Apr         | Mag         | Giu         | Lug         | Ago         | Set         | Ott         | Nov         | Dic         | Inv      | Pri      | Est      | Aut      | Anno  |
| ------------------------------- | ----------- | ----------- | ----------- | ----------- | ----------- | ----------- | ----------- | ----------- | ----------- | ----------- | ----------- | ----------- | -------- | -------- | -------- | -------- | ----- |
| T. max. media (°C)              | 12,1        | 12,6        | 14,4        | 17,7        | 22,2        | 25,8        | 28,4        | 28,3        | 25,4        | 21,0        | 16,5        | 13,1        | 12,6     | 18,1     | 27,5     | 21,0     | 19,8  |
| T. min. media (°C)              | 4,9         | 4,8         | 6,3         | 8,6         | 12,9        | 16,7        | 19,3        | 19,4        | 16,3        | 12,6        | 8,2         | 6,1         | 5,3      | 9,3      | 18,5     | 12,4     | 11,3  |
| T. max. assoluta (°C)           | 24,0 (1979) | 25,2 (2016) | 27,2 (1977) | 32,6 (1985) | 39,1 (1994) | 45,5 (2007) | 45,6 (2007) | 44,8 (1994) | 39,0 (1988) | 35,2 (1979) | 27,5 (2008) | 23,0 (1989) | 25,2     | 39,1     | 45,6     | 39,0     | 45,6  |
| T. min. assoluta (°C)           | −5,9 (1993) | −3,0 (1979) | −2,4 (1987) | −1,0 (2003) | 5,3 (1987)  | 7,8 (1986)  | 12,8 (1971) | 12,8 (1976) | 8,4 (1979)  | 4,0 (1972)  | 0,0 (1977)  | −3,0 (1986) | −5,9     | −2,4     | 7,8      | 0,0      | −5,9  |
| Giorni di calura (Tmax ≥ 30 °C) | 0           | 0           | 0           | 0           | 0           | 5           | 11          | 12          | 3           | 0           | 0           | 0           | 0        | 0        | 28       | 3        | 31    |
| Giorni di gelo (Tmin ≤ 0 °C)    | 1           | 1           | 1           | 0           | 0           | 0           | 0           | 0           | 0           | 0           | 0           | 1           | 3        | 1        | 0        | 0        | 4     |
| Precipitazioni (mm)             | 53,7        | 64,2        | 42,0        | 40,5        | 34,9        | 23,3        | 25,4        | 30,4        | 59,7        | 61,5        | 72,7        | 54,3        | 172,2    | 117,4    | 79,1     | 193,9    | 562,6 |
| Giorni di pioggia               | 7           | 8           | 7           | 6           | 5           | 4           | 3           | 4           | 5           | 6           | 8           | 7           | 22       | 18       | 11       | 19       | 70    |
| Giorni di nebbia                | 1           | 1           | 0           | 0           | 0           | 0           | 0           | 0           | 0           | 0           | 0           | 0           | 2        | 0        | 0        | 0        | 2     |
| Umidità relativa media (%)      | 76          | 73          | 72          | 69          | 69          | 66          | 65          | 67          | 70          | 75          | 77          | 77          | 75,3     | 70       | 66       | 74       | 71,3  |

## Storia

### Età antica e medievale
Toponimi: Barë in barese, Βαριον in greco, Barium in latino.
Non sono chiare le origini di Bari, ma da quanto emerso dagli scavi nell'area della chiesa di San Pietro, nella città vecchia, sembra ipotizzabile l'esistenza di un originario insediamento dell'età del bronzo, appartenente al popolo illirico dei Peucezi; altri ipotizzano che Bari fosse stata egemonizzata da Creta. Successivamente fu conosciuta dagli antichi Greci con il nome di Barion e dai Romani Barium.
Entrata a far parte del dominio romano, nel III secolo a.C. come municipium, Barium si sviluppò in seguito alla costruzione della via Traiana. Era dotata di un poderoso castello, una zecca, un pantheon con le proprie divinità pagane e molto probabilmente di un teatro (come si ricava da un'epigrafe di un liberto rinvenuta nel succorpo della Cattedrale, ma di cui non sono emerse evidenze archeologiche).
Dal IV secolo, fu sede episcopale (era nota come ecclesia varina, come si legge in una dedica su pavimento di un'aula della chiesa paleocristiana al di sotto dell'attuale Cattedrale) e dopo la caduta dell'Impero romano d'Occidente fu contesa tra i Longobardi e l'Impero romano d'Oriente (l'attuale struttura della "città vecchia" risale a quest'epoca, e si articola intorno alla corte del Catapano).
Successivamente fu in mano degli Arabi (dall'847 all'871 fu sede di un emirato) e quindi dei duchi longobardi di Benevento. Nell'875 tornò all'Impero romano d'Oriente che la crearono capitale del thema di Langobardia, comprendente l'Apulia e la Calabria.
Liberata, dopo sei mesi di assedio dei Saraceni, dalla flotta veneziana, nel 1002 si ribellò sotto la guida di Melo di Bari (nobile barese) al governo fiscale del catapano bizantino, riuscendo nel 1018 ad ottenere la propria autonomia.
Ultimo possedimento dell'Impero romano d'Oriente in Italia, nel 1068, la città di Bari fu assediata dai normanni, che la strapparono all'Impero romano d'Oriente nel 1071, e nel 1087 vi furono portate le spoglie di san Nicola di Myra. Tra il XII e il XIV secolo fu porto di partenza per le Crociate.
Nel 1098 nella cripta della nuova basilica di san Nicola, si riunì il concilio presieduto da papa Urbano II, al quale intervennero oltre 180 vescovi riunitisi per discutere di problemi dogmatici inerenti ai rapporti tra la Chiesa ortodossa e Chiesa Romana all'indomani del Grande Scisma.
Distrutta da Guglielmo il Malo nel 1156, tornò a rifiorire in epoca sveva, intorno al castello fatto erigere da Federico II su preesistenti fortificazioni normanne, fatto commemorato da una Stauferstele.
Un lungo periodo di decadenza (dovuta soprattutto alla politica vessatoria dei governi dominatori) caratterizzò la città sotto le dominazioni di Alduino Filangieri di Candida, Maestro della Regia Corte e Giustiziere di Bari dal 1284, e quelle angioina, aragonese e spagnola, interrotto dallo splendore sotto gli Sforza, prima coi duchi Ludovico il Moro e Beatrice d'Este, poi con le duchesse Isabella d'Aragona e Bona Sforza. Bari subì anche la dominazione veneziana, grazie alla quale si ebbe l'ampliamento del porto e un periodo molto florido, favorito anche dal commercio di prodotti dell'entroterra, molto richiesti sui mercati esteri. Nel 1556 la principessa Bona Sforza D'Aragona, dal 1518 seconda moglie del re di Polonia Sigismondo I il Vecchio, lasciò la Polonia stabilendosi a Bari di cui aveva ereditato il principato. Bona Sforza morì nel 1557.

### Età contemporanea
Il 24 aprile del 1813, con Gioacchino Murat fu posta la prima pietra dell'espansione cittadina al di fuori delle mura medioevali ("borgo nuovo", o "borgo murattiano"), caratterizzato dal tracciato ortogonale delle vie. La popolazione crebbe rapidamente dagli allora 18 000 abitanti ai 94 000 dell'inizio del XX secolo: divenuta capoluogo di provincia, vi trovarono sede edifici e istituzioni pubbliche (Teatro Piccinni, la camera di commercio, l'Acquedotto pugliese, il Teatro Petruzzelli, l'Università degli Studi) e la casa editrice Laterza.
Durante la prima guerra mondiale dal settembre 1916 arriva la 101ª Squadriglia che resta fino al 18 gennaio 1919.

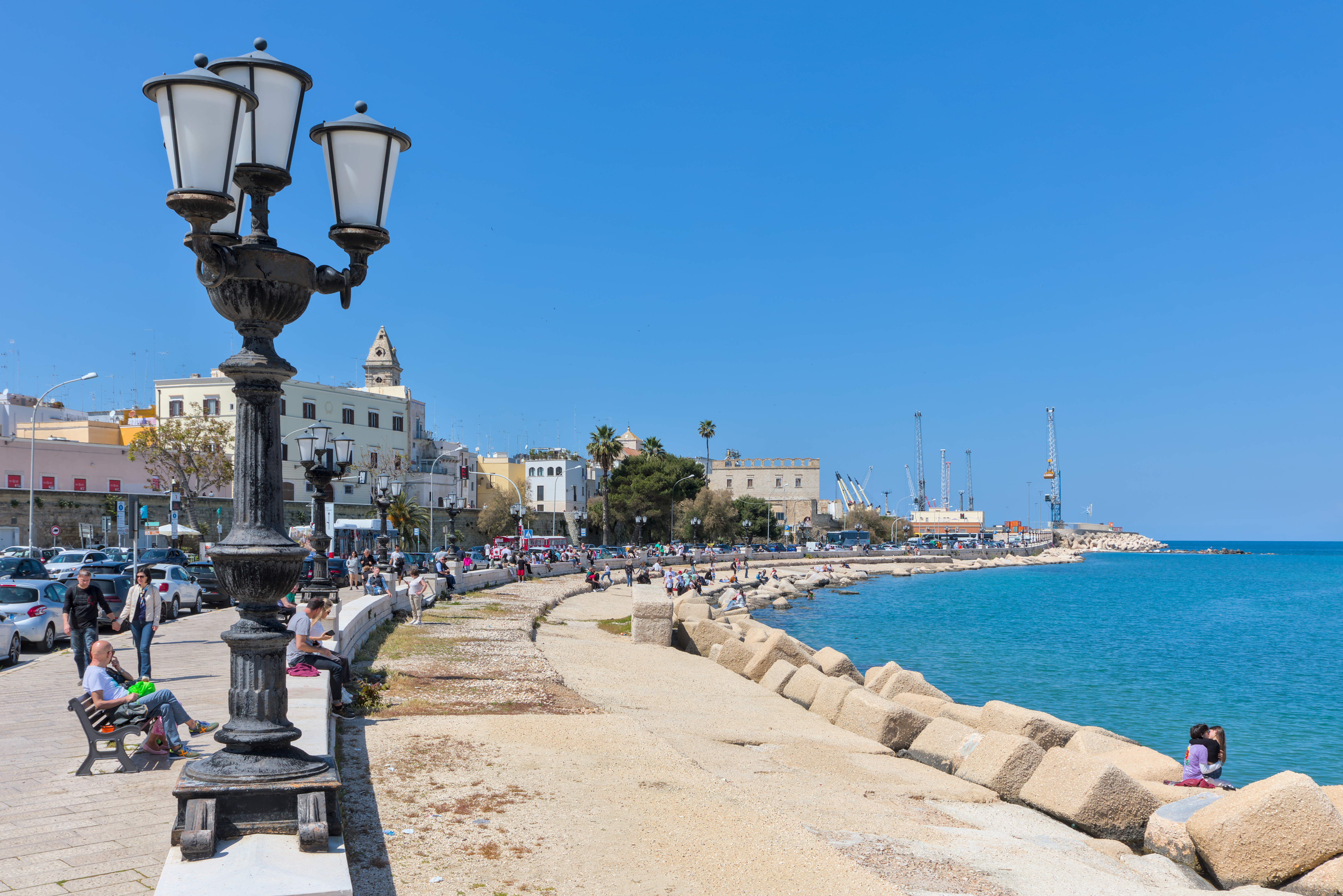
Lungomare Imperatore Augusto

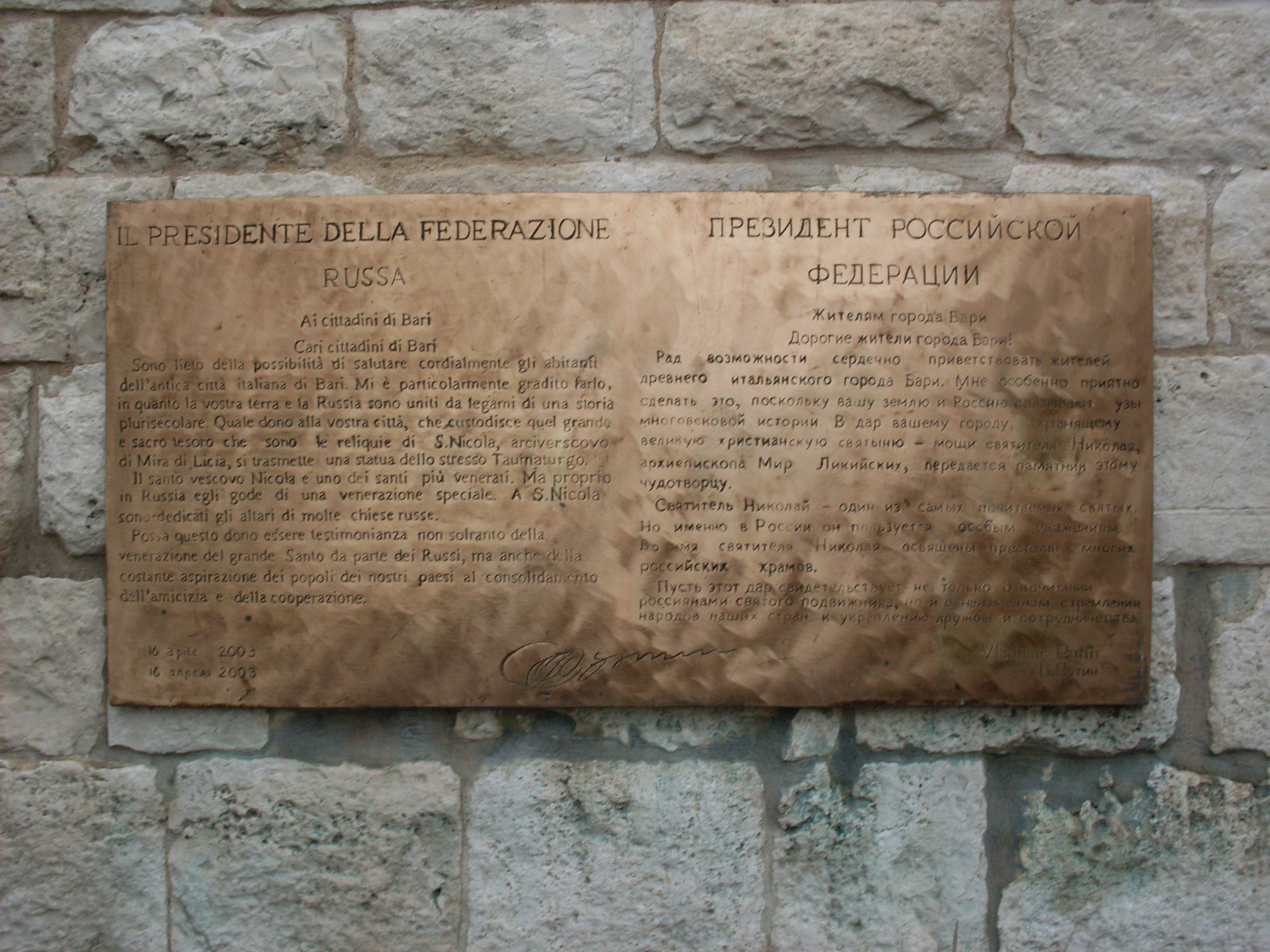
Elogio russo

Durante il ventennio fascista fu costruito il lungomare monumentale ed inaugurata la Fiera del Levante, con la quale prese vita il disegno di "Bari porta d'oriente", consacrato negli anni recenti dal ruolo di "European gateway" assegnato dall'Unione europea.
A metà del XX secolo la città si espanse ulteriormente, in modo disordinato, giungendo a sfiorare i 400 000 abitanti negli anni settanta e ottanta.
La città affronta i fenomeni del pendolarismo e della deurbanizzazione, mentre crescono il terziario e l'area industriale. A causa della sua posizione Bari accoglie un notevole flusso di immigrazione dall'Est. L'8 agosto 1991 attracca nel porto la nave Vlora, carica di oltre ventimila albanesi.
Alle porte del 2000 la città vecchia viene ristrutturata e restituita a nuova vita, mentre si avvia al termine un profondo rinnovamento infrastrutturale che coinvolge porto, aeroporto, interporto e ferrovia.

### Seconda guerra mondiale

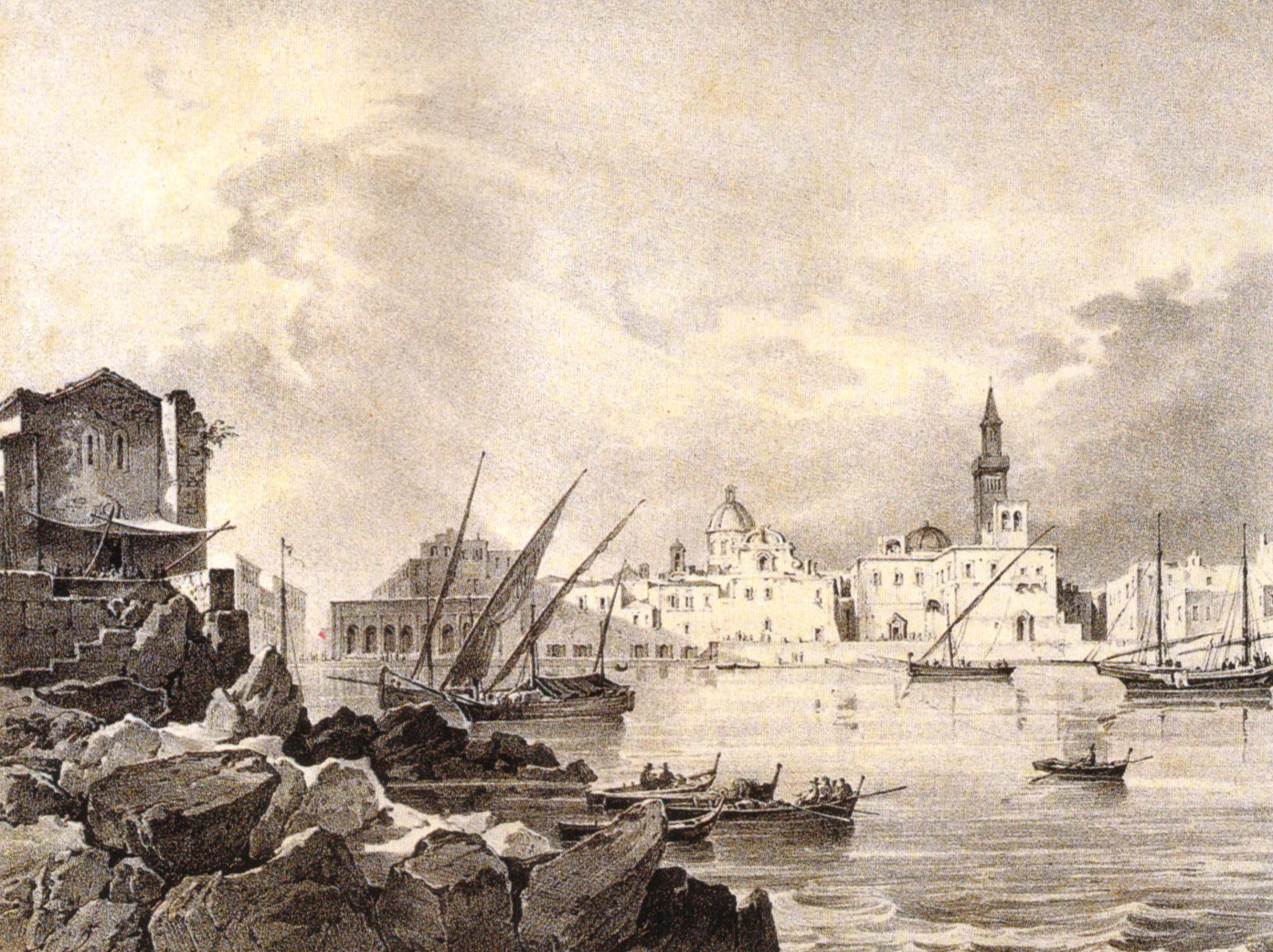
Immagine ottocentesca del porto di Bari.

Nel corso della seconda guerra mondiale i porti di Bari, Brindisi e Taranto furono fra i più attivi e strategicamente importanti per le forze alleate, che occuparono il meridione italiano in seguito allo sbarco in Sicilia, anche per il cospicuo numero di mezzi e navi che i porti ospitarono per tutta la durata del conflitto. Le città portuali tuttavia furono teatro di disastri navali e consuetudinari scenari bellici che penalizzarono soprattutto la popolazione locale. Bari visse due pesanti catastrofi navali, tra le quali la seconda fra le più disastrose di tutta la guerra. Il 9 settembre con la difesa del porto di Bari la città si libera dall'occupazione nazista.
Il primo e più grave disastro ebbe luogo il 2 dicembre 1943, a pochi mesi dalla cacciata dei tedeschi da Bari e dalla battaglia in difesa del porto del 9 settembre. Il porto, in cui erano ormeggiate decine di navi alleate, subì un pesantissimo bombardamento aereo della Luftwaffe. Alle 19:25 una pioggia di ordigni, sganciati da 105 bombardieri Junkers Ju 88, investì le navi del porto battenti bandiera americana, inglese, polacca, norvegese e olandese e che si concentravano compatte presso il nuovo molo foraneo. L'effetto fu amplificato dal forte assembramento di mezzi: le navi affondate o distrutte furono 28 e 12 altre risultarono danneggiate. Il porto rimase chiuso per tre settimane e ritornò pienamente operativo solo nel febbraio del 1944, Gli anglo-americani, in difficoltà nell'approvvigionare le proprie truppe, dovettero rallentare l'offensiva, consentendo ai tedeschi di attestarsi sulla linea Gustav.

#### La contaminazione con l'iprite
Tra le navi affondate vi era l'inglese John Harvey  carica di bombe all'iprite, un gas asfissiante già usato durante il primo conflitto mondiale e presente a Bari solo per essere utilizzato in caso di necessità bellica. Fortunatamente, quando la nave esplose, il vento da terra allontanò verso il largo la nube tossica generata dalle esplosioni. Ciò comunque non impedì all'iprite di disperdersi come miscela oleosa nelle acque del porto, dove contaminò gli indumenti dei marinai, portuali e soccorritori che si erano adoperati per trarre in salvo i superstiti.
Il numero di vittime totale del raid non è mai stato accertato: il totale secondo fonti anglosassoni supererebbe i 680, ma a causa dei moltissimi civili dispersi la stima potrebbe superare il migliaio. Per la gravità delle conseguenze, il bombardamento è conosciuto come uno dei più tragici bombardamenti aerei su basi navali della seconda guerra mondiale, secondo per rilevanza solo all'attacco di Pearl Harbor, tanto da essere ricordato come "La Pearl Harbor Italiana".
Il secondo disastro colpì la città il 9 aprile 1945, ore 11:57, quando il piroscafo americano Charles Henderson esplose a causa di un incidente con il carico di materiale bellico. Le vittime accertate, fra gli abitanti della città vecchia e gli scaricatori del porto, furono 175, e si registrarono 142 dispersi. In totale 317 persone furono travolte e uccise dall'esplosione. Più di 600 rimasero ferite gravemente, migliaia in modo lieve. Un centinaio furono invece le vittime tra gli alleati. L'esplosione, che investì tutta la vecchia città, provocò pesanti danni alla cattedrale, alla basilica di San Nicola e alla Chiesa russa.

#### Il Congresso antifascista di Bari
Durante le operazioni belliche, in seguito all'armistizio di Cassibile stipulato l'8 settembre 1943, e precisamente nei giorni 28-29 gennaio 1944, si tenne a Bari (in quegli anni infatti la città era uno dei centri di maggiore attività politica nell'Italia occupata dagli Alleati), il congresso dei comitati provinciali di liberazione, che volle definire per i partiti antifascisti, escluso il PRI le linee direttive comuni della futura azione politica nazionale: abdicazione di Vittorio Emanuele III e formazione di un governo che fosse espressione politica dei comitati di liberazione, dotato di pieni poteri al fine di intensificare lo sforzo bellico e di preparare la nuova Costituzione.
La maggior parte di questi avvenimenti fu commentata e trasmessa da Radio Bari che dal settembre del 1943 era diventata la prima radio dell'Italia libera, anche se operava sotto il controllo degli Alleati.

Gonfalone del comune di Bari

### Simboli
Lo stemma e il gonfalone sono stati riconosciuti con DCG dell'8 giugno 1935.
Lo stemma cittadino è uno scudo sannitico "partito d'argento e di rosso timbrato da una corona di città".
Esso risalirebbe al tempo delle crociate: l'argento, che in araldica corrisponde al bianco, simboleggerebbe la purezza della fede, mentre il rosso rappresenterebbe il sangue versato in sua difesa.
Lo scudo è accompagnato da un ramo di ulivo (a sinistra) e uno di leccio (a destra) decussati sotto la punta dello scudo e annodati da un nastro con i colori nazionali.
Il gonfalone è un drappo partito di bianco e di rosso riccamente ornato di ricami d'oro.

## Monumenti e luoghi d'interesse

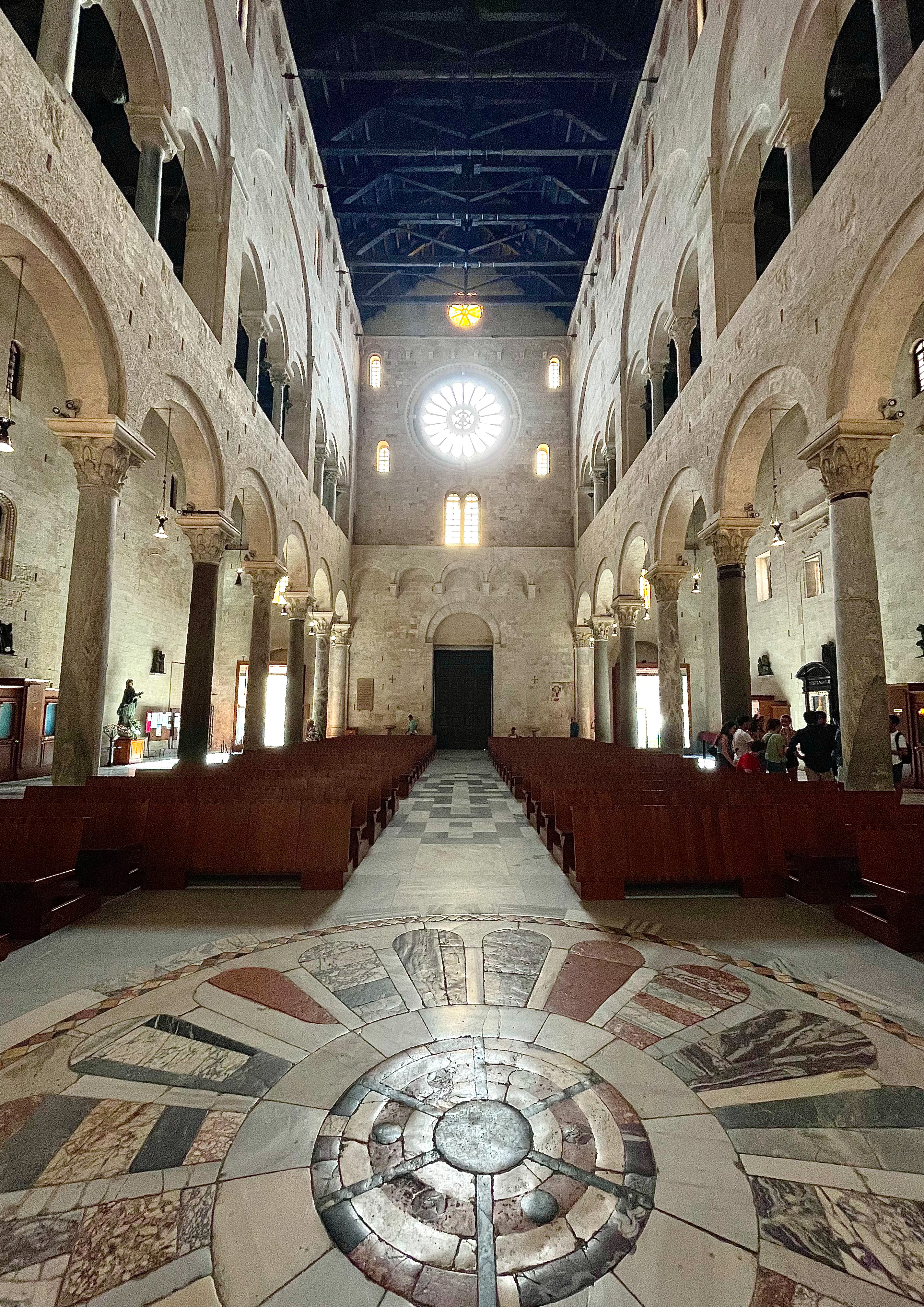
Interno della Cattedrale di San Sabino col suo rosone.

(Cielo d'Alcamo - "Rosa Fresca Aulentissima")

### Architetture religiose

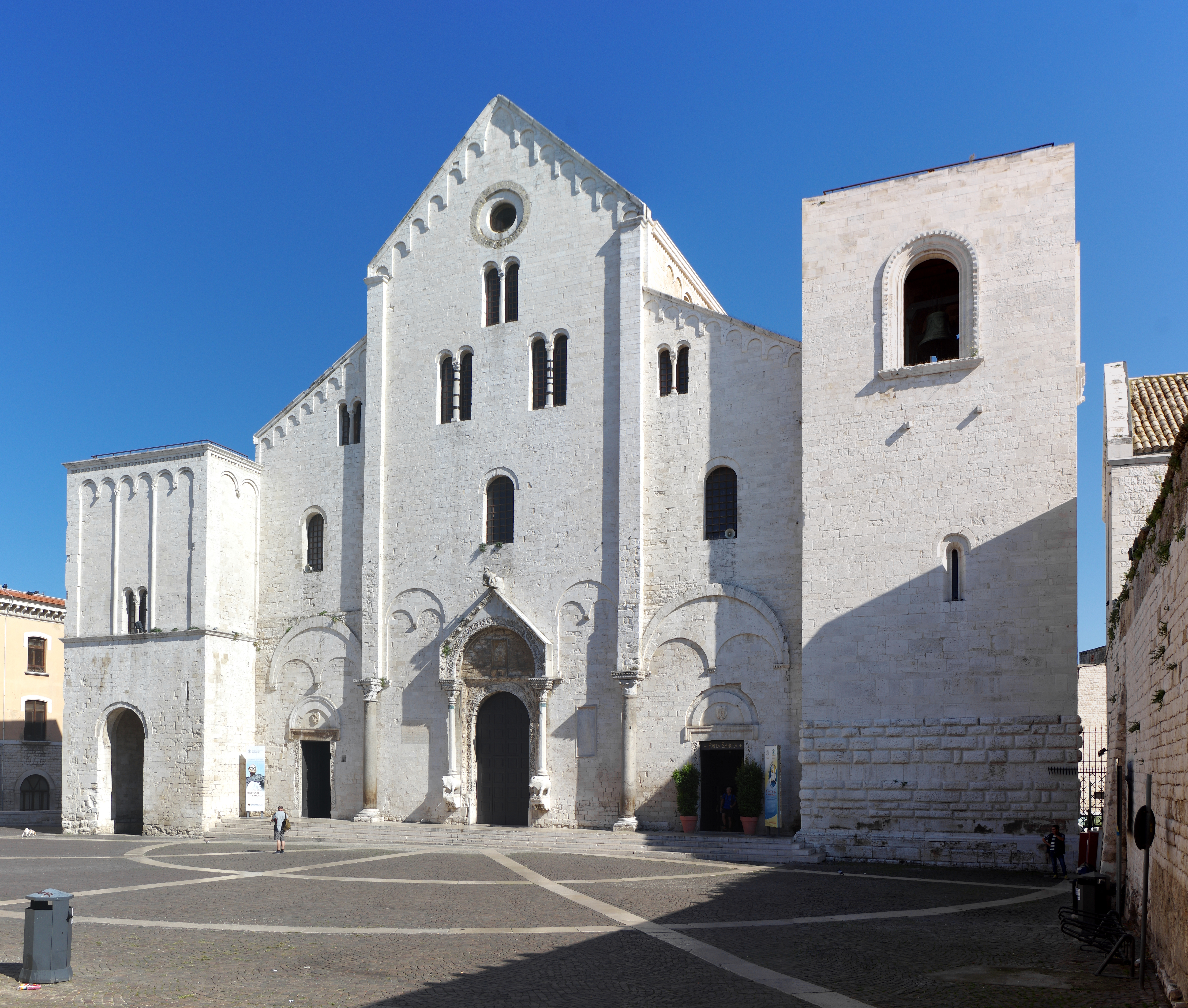
Basilica di San Nicola, esterno

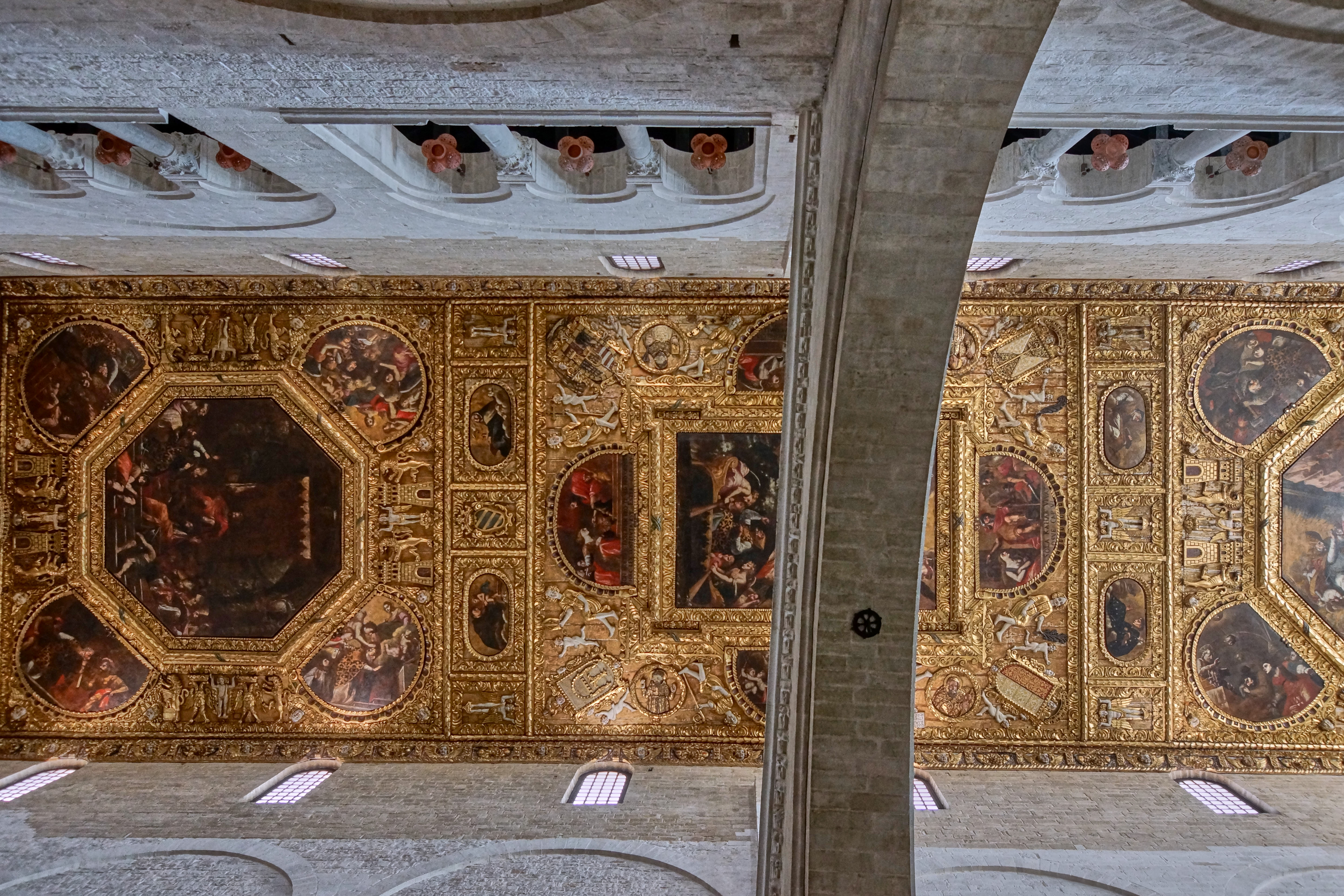
Il soffitto della Basilica di San Nicola

- Basilica di San Nicola: uno dei simboli della città di Bari, sorge nel cuore della città vecchia, in una larga piazza, dove, prima della sua costruzione, vi era il palazzo del catapano dell'Impero romano d'Oriente (distrutto durante una ribellione popolare). L'edificio fu eretto tra il 1087 ed il 1197, allo scopo di custodire le reliquie di san Nicola, trafugate da Myra da alcuni marinai baresi nel 1087. La sua struttura è uno dei migliori esempi di architettura romanica pugliese.
- La cattedrale di San Sabino fu eretta tra XII e il XIII secolo, ricostruita – con impianto diverso dal precedente – dopo la distruzione della città avvenuta nel 1156 ad opera di Guglielmo I di Sicilia. Come la basilica, anche questa chiesa è uno dei migliori esempi di Romanico pugliese: ha una facciata semplice, e, come il resto del complesso, si caratterizza per la presenza di lesene, archi, bifore e monofore. In alto presenta un maestoso rosone dalla cornice variegata. I tre portali che immettono nell'interno sono datati all'XI secolo ma sono stati rimaneggiati nel XVIII secolo.

 Architetture civili 

 Palazzo dell'Acquedotto Pugliese 

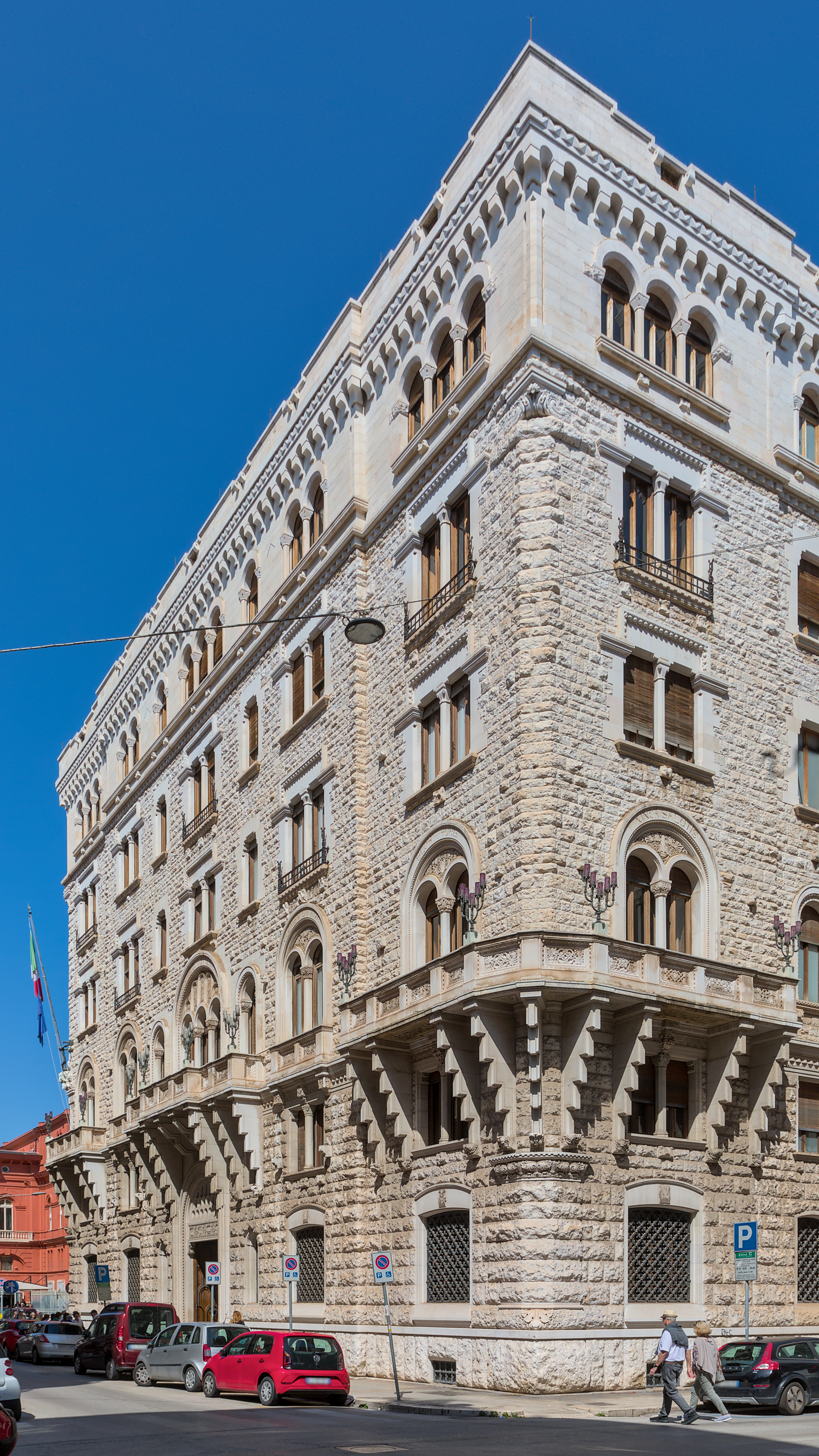
Il palazzo dell'Acquedotto pugliese, ubicato al fianco del Teatro Petruzzelli

Nel 1924 l'Ente Acquedotto Pugliese si dotò di una sede centrale, affidando a Cesare Vitantonio Brunetti un edificio in Via Cognetti, a poca distanza dal mare. L'imponente candida facciata bugnata che corre attorno ai quattro lati dell'edificio dona l'aspetto inespugnabile di una fortezza. Tuttavia, varcato l'accesso, si possono ammirare gli splendidi interni scaturiti in ogni minimo particolare dalla fantasia liberty di Duilio Cambellotti: il tema dominante è quello dell'acqua, che viene proposto nei grandi affreschi della Sala del Consiglio, nei pavimenti, negli intarsi in legno e madreperla degli oltre 140 mobili originari.
 Palazzo Mincuzzi 

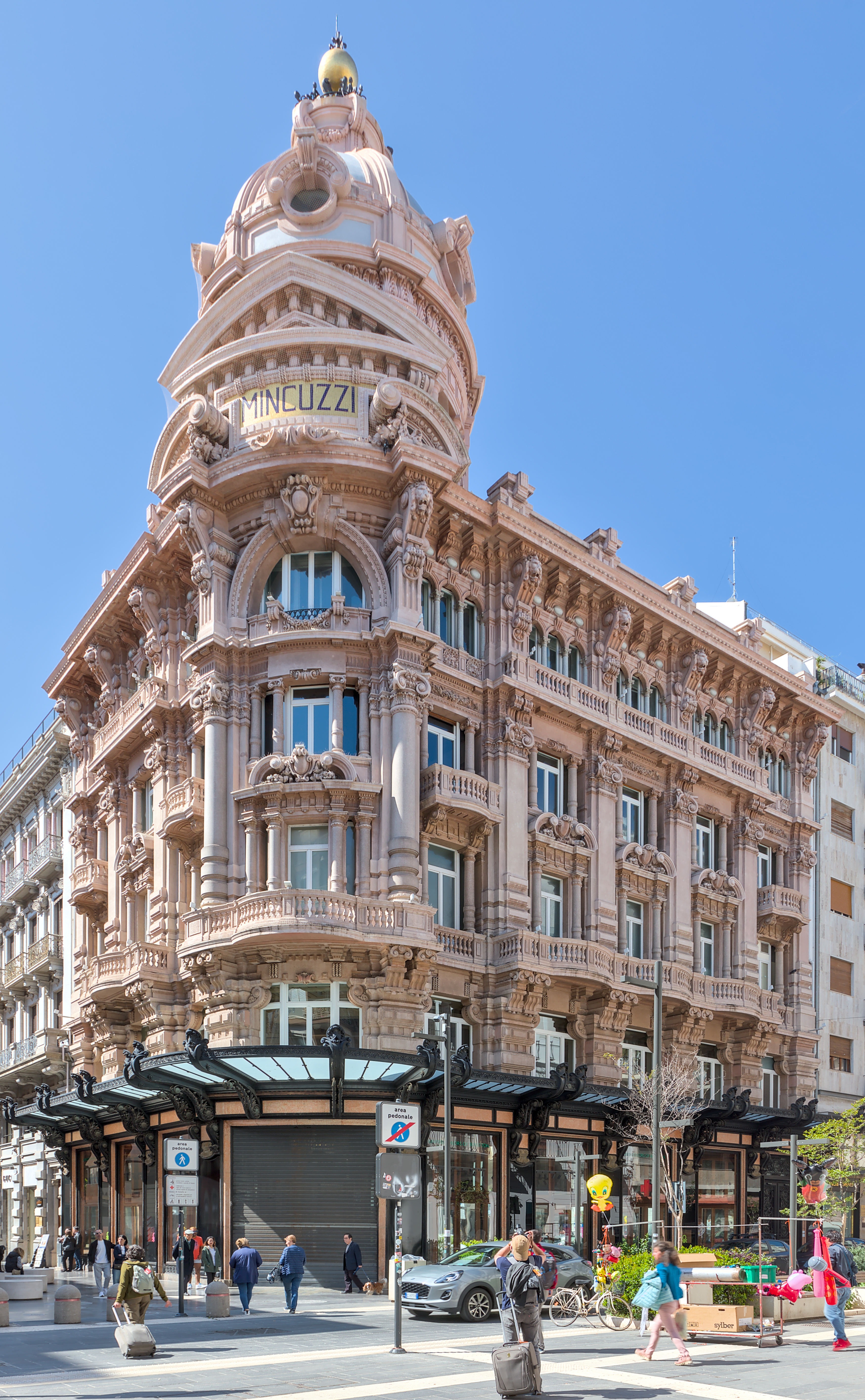
Palazzo Mincuzzi, fotografato da via Sparano

Nel cuore del quartiere Murat, all'angolo tra via Sparano, una delle strade della moda e dello shopping barese, e via Putignani, Aldo Forcignano elaborò nel 1928 un progetto con soluzione d'angolo per l'edificio, che mantiene tuttora chiare destinazioni commerciali. La facciata è un coacervo di colonne, lesene bugnate, capitelli ionici e mascheroni tra i quali si sviluppano le molte finestre, tutte scolpite da Nicola Buono, scultore del vicino paese di Capurso. Gli interni, ricchi di decorazioni liberty, sono dominati da un monumentale scalone e illuminati dalla cupola vetrata che sovrasta l'edificio.
 Palazzo Fizzarotti 

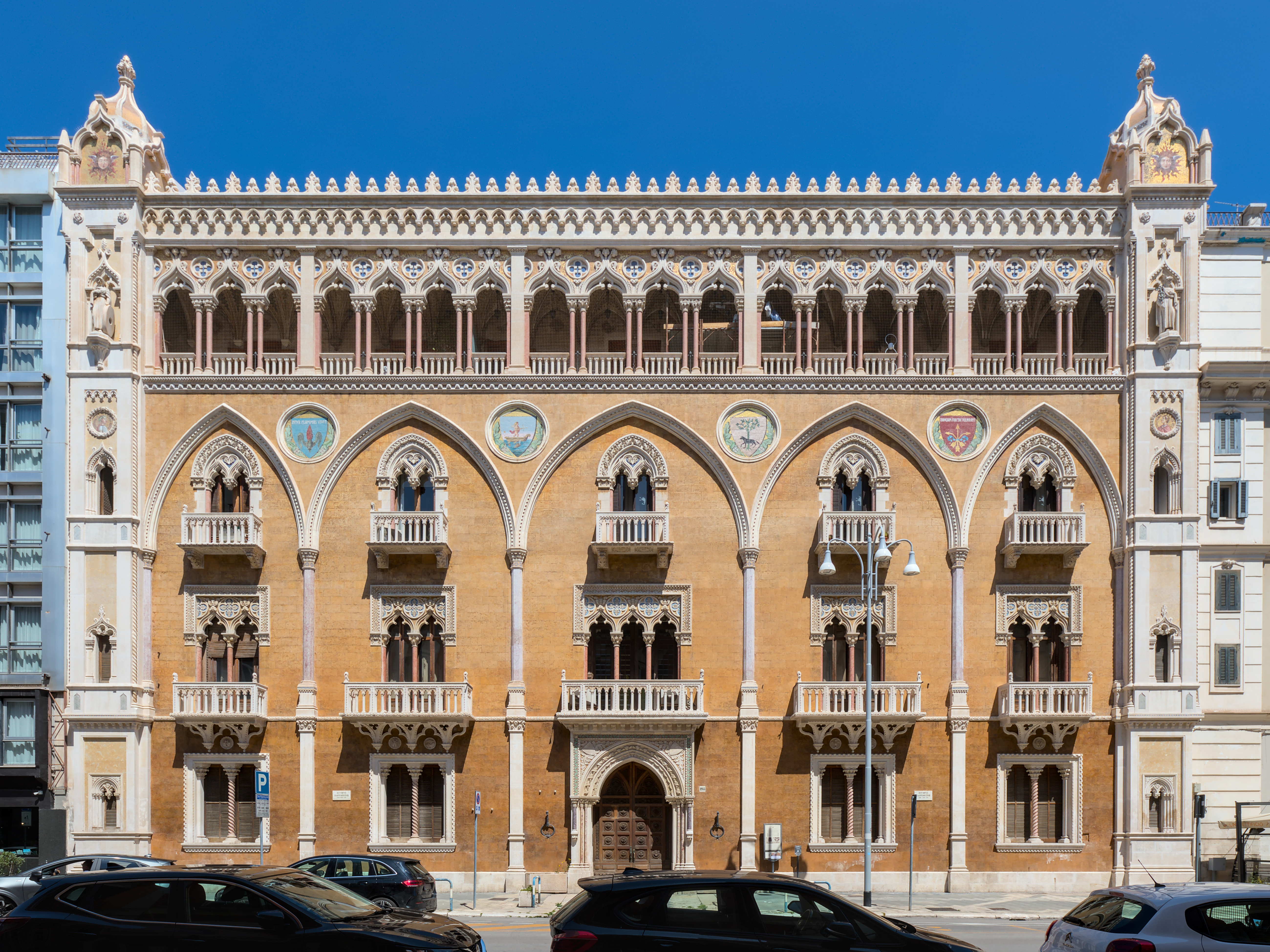
Esterno del Palazzo Fizzarotti

Edificato su Corso Vittorio Emanuele II e radicalmente ampliato negli anni 1905-1907 da Ettore Bernich e Augusto Corradini, si presenta come un imponente edificio in stile eclettico. Molti degli stilemi del romanico pugliese vengono fusi con diverse tradizioni architettoniche. La facciata, composta da tre piani in stile veneziano sui quali si apre un leggero loggione colonnato, è un omaggio alla liberazione della città occupata dai Saraceni compiuta dalla Serenissima nel 1022. Gli interni, accessibili mediante un suggestivo androne marmoreo, ospitano diverse decorazioni che richiamano l'epoca federiciana, allegorie delle attività economiche della Puglia e simboli esoterici. L'edificio oggi è adibito ad uso residenziale, ma ospita anche la sede della delegazione regionale della Gran Loggia d'Italia di Piazza del Gesù, oltre ad un centro polifunzionale con sale per esposizioni e numerosi studi professionali.
Palazzo de Gemmis
Palazzo ottocentesco dei Baroni de Gemmis, neoclassico. Sulla facciata è posta una lapide marmorea in ricordo di Giuseppe Garibaldi, accolto nel suo arrivo a Bari dal Barone patriota Nicola de Gemmis, primo Sindaco di Bari. Il Palazzo ospitò anche la raccolta del bibliofilo ing. Gennaro de Gemmis, fondatore della omonima biblioteca, la più ampia sulla storia della Puglia. Il Palazzo fu requisito per usi militari durante la Seconda guerra mondiale.
 Teatro Kursaal Santalucia 
Il Teatro Kursaal Santalucia è un edificio sul lungomare Araldo di Crollalanza, a ridosso dei giardinetti di largo Adua, realizzato in stile tardo Liberty a Bari. Il Kursaal Santalucia ospita una duplice funzione di cinema-teatro.
All'esterno le grandi aperture della fascia centrale lasciano intravedere i fasti della sala Giuseppina. Quest'ultima è impreziosita da altorilievi e affreschi eseguiti dai fratelli torinesi Mario e Guido Prayer, noti artisti decoratori dell'epoca.
Utilizzato in passato anche come sala prove per i balletti accolti dal vicino teatro Petruzzelli è in grado di rievocare nel visitatore suggestive atmosfere anni '20.

### Architetture militari

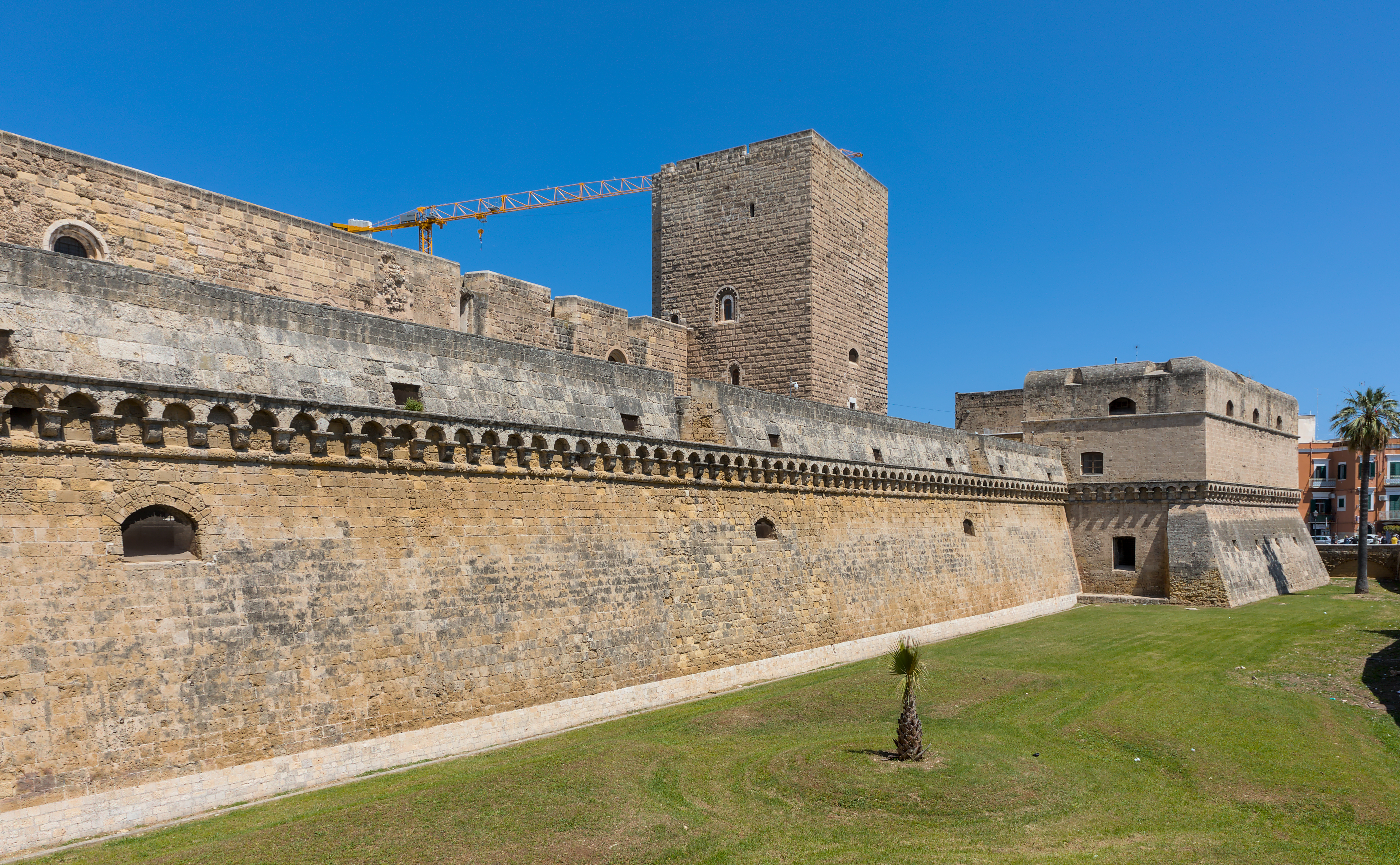
Castello Normanno-Svevo di Bari

- Castello Normanno-Svevo di BariIl castello Normanno-Svevo è una fortezza costruita nel 1131 da Ruggero II di Sicilia. Nel 1156 Guglielmo I di Sicilia, lo distrusse quasi interamente e, subito dopo, Guido il Vasto, su commissione di Federico II di Svevia, si occupò della sua ricostruzione. Dopo gli interventi di Federico II, durante il XVI secolo, furono effettuati vari interventi per adeguarlo alle esigenze difensive dell'epoca. Il complesso è caratterizzato dalle torri quadrate che lo sovrastano e da un fossato largo e profondo.
- Il Fortino di Sant'Antonio Abate fu eretto per scopi difensivi. La data di costruzione non è accertata; tuttavia talune fonti citano il forte a partire dal XIV secolo. Distrutto dai baresi nel 1463, fu ricostruito nel XVI secolo per volere di Isabella d'Aragona.[28]
- La lunga muraglia che circonda tutta la città vecchia, costruita nel XII secolo,[29] e che un tempo offriva uno spettacolo alquanto suggestivo, presentandosi a strapiombo sul mare.[30][31]
- Caserma dell'Aeronautica "Sonnino"
- Palazzo dell'Aeronautica

Inoltre lungo tutto il litorale barese (e pugliese più in generale) sono presenti le caratteristiche torri di avvistamento erette in epoca medievale per segnalare l'arrivo dei pirati saraceni, una delle quali da tuttora il nome al quartiere di "Torre a Mare" nella zona meridionale della città.
- Il Sacrario Militare dei caduti d'oltremare, inaugurato il 10 dicembre del 1967.

### Aree naturali
Il più grande parco pubblico barese è il Parco 2 Giugno (nel quale è ubicata la grande meridiana del 1987), nel quartiere Carrassi; vi è la Pineta di San Francesco, polmone verde situato tra i quartieri Marconi - San Girolamo; una pineta sita in Piazza Romita al San Paolo; giardini pubblici di Piazza Garibaldi e Piazza Umberto I entrambi nel centro della città, e il grande parco costruito sul lungomare nella zona detta "Punta Perotti" nel luogo precedentemente occupato dall'omonimo "ecomostro", nonché aree verdi e piccoli giardini pubblici in molti quartieri. Al momento sono in costruzione due ulteriori parchi nell'area dell'ex caserma occupata Rossani e nei territori bonificati, precedentemente appartenenti alla Fibronit. Tra le spiagge libere spiccano le strutture di Pane e Pomodoro e Torre Quetta, tratti di Lungomare nord nei quartieri Santo Spirito e Palese-Macchie, mentre nel litorale sud nei quartieri San Giorgio e Torre a Mare. Il più recente è il parco che sorge sul territorio della ex caserma Rossani, precedentemente occupata e che conterrà la sede, ancora in costruzione dell'accademia delle Belle arti di Bari.
È inoltre avviato il progetto per la costriuzione del Parco della rinascita, sull'area dove fino al 1985 sorgeva la Fibronit, azienda produttrice di materiali a base di  amianto di decessi per i residenti della zona. Il progetto ambisce a creare il parco più grande della città, superando per estensione il parco 2 Giugno.
Alla fine del ventesimo secolo viene istituito, all'interno dei confini comunali, il Parco Naturale attrezzato di Lama Balice che, con i suoi 130 ettari circa di estensione diventa il polmone verde più ampio della città (progetto ingegneri Romualdo Costa, Domenico De Candia, Vincenzo Sassanelli e architetti Luigi Mirizzi e Stefano Serpenti). Lo stesso parco, poi, viene ampliato inglobando territori dei comuni di Bitonto e Modugno.

## Società

### Evoluzione demografica
Come le altre aree metropolitane italiane, anche Bari a partire dagli anni ottanta è stata interessata da una progressiva deurbanizzazione a vantaggio dei comuni dell'hinterland. Negli ultimi 5 anni è stato osservato un incremento della popolazione residente, anche grazie al flusso migratorio, che vede Bari come porta d'ingresso per l'Europa, ma anche località d'insediamento.
Abitanti censiti

### Etnie e minoranze straniere
Al 31 dicembre 2023 la popolazione straniera era di 14 573 persone, pari al 4,02% dei residenti. Di seguito sono riportati i gruppi più consistenti:
- Georgia 2 502
- Bangladesh 1 529
- Romania 973
- Albania 969
- Nigeria 788
- Pakistan 738
- Cina 735
- Filippine 602
- Mauritius 414
- Ucraina 385

### Lingue e dialetti
(traduzione: "Non importa che tu sia un barone o un marchese; per me non vali nulla se non sei Barese."; Alfredo Giovine, scrittore barese)
Il dialetto barese è una variante diatopica italoromanza appartenente al gruppo meridionale intermedio originatosi dalla lingua latina nella sua forma volgarizzata parlata durante il Medioevo, su un precedente sostrato peuceta (di probabile origine illirica, ma profondamente influenzato dall'osco e dal greco) e, come in qualsiasi altra varietà linguistica, presentando influenze di superstrato derivanti, oltre che da quelle italoromanze, anche da altre continuità linguistiche neolatine (come quelle galloromanze ed iberomanze) e non romanze (principalmente greco-bizantine); le quali, in alcuni casi, hanno contribuito a caratterizzarne l'inflessione per molti incomprensibile, soprattutto in relazione al livello fonetico dell'analisi linguistica.
Tale idioma (conosciuto anche come apulo-barese) viene parlato grosso modo nella Città metropolitana di Bari, nella provincia di Barletta-Andria-Trani, nella parte occidentale della provincia di Taranto e in alcuni comuni della provincia di Brindisi. In particolare, esclusivamente nella zona di Bari Vecchia, sembra sussistere il frangimento vocalico in éu, oggi quasi scomparso nella parlata più moderna. Es. zucchina > var. antica zucchéune; var. moderna zucchìne; limone > v.a. leméune > v.m. lemòne

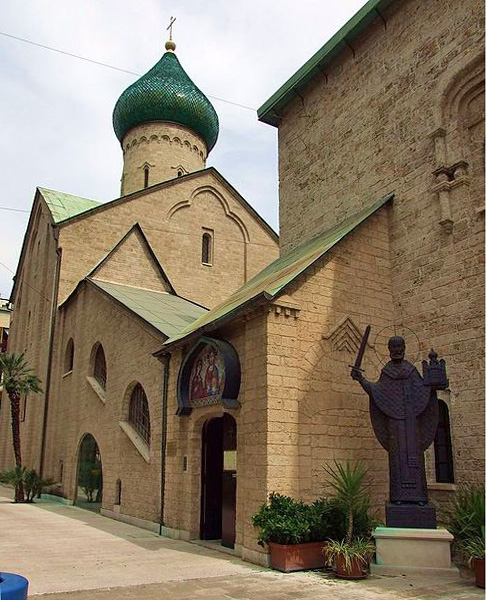
Chiesa Russa Ortodossa di San Nicola

### Religione

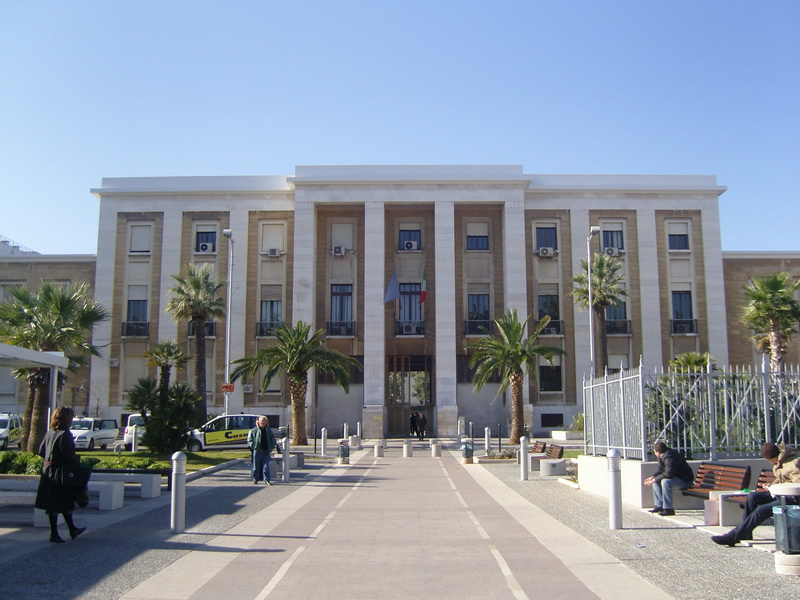
Il Policlinico

La religione più diffusa è il cattolicesimo. Il santo patrono della città è san Nicola, le cui reliquie sono ospitate nella basilica a lui dedicata. Per questa ragione, la città, da sempre capolinea e punto d'incontro di oriente e occidente, è divenuta uno dei principali punti di riferimento della cristianità, nonché luogo d'incontro fra cattolici e ortodossi, oltre ad essere una delle principali mete di pellegrinaggio dei fedeli delle tre principali religioni monoteistiche.

### Istituzioni, enti e associazioni

#### Sanità
Nella città hanno sede diverse strutture sanitarie, sia pubbliche che private.
Tre sono i grandi poli ospedalieri generali: il Policlinico Consorziale, sede della facoltà di Medicina e Chirurgia dell'Università degli Studi, il Presidio Ospedaliero Di Venere e il più recente Ospedale San Paolo. Le principali strutture specializzate sono invece l'Ospedale Pediatrico Giovanni XXIII e l'Istituto Tumori Giovanni Paolo II, Istituto di Ricovero e Cura a carattere scientifico, specializzato nella cura oncologica. Un'altra struttura presente ma da tempo ferma è l'Ospedale Militare.

### Qualità della vita
In un'inchiesta del 2007 di Altroconsumo sulla qualità della vita in 21 città italiane (quasi tutti capoluoghi di regione), Bari si è piazzata al 19º posto. La graduatoria è stata compilata in base alle percezioni e ai pareri degli stessi abitanti, quindi senza considerare dati empirici. Nel 2018 si piazza al 77º posto su 107 città.

## Cultura

### Istruzione

#### Biblioteche
La Biblioteca nazionale Sagarriga Visconti-Volpi Conserva un patrimonio librario di circa 500 000 unità: 300 000 volumi di monografie; 55 incunaboli; 2 300 cinquecentine; 50 000 volumi antichi a stampa del XVII, XVIII secolo e della prima parte dell'Ottocento; 5 000 periodici di cui 450 correnti; 460 manoscritti in volume; 16 400 manoscritti a carte sciolte variamente raccolte; pergamene del XIII e XVIII secolo; manoscritti musicali del XIX secolo; 818 caricature originali di Frate Menotti; epistolari di personaggi illustri di Terra di Bari come Tommaso Fiore, Giovanni Modugno e Nicola Di Cagno Politi; numerose allegazioni giuridiche manoscritte e a stampa; oltre 700 carte geografiche; 200 fotografie; 3 172 titoli di periodici storici e correnti. I fondi donati alla biblioteca da Giuseppe D'Addosio e Giuseppe De Ninno conservano documenti di storia locale.
La collezione della Biblioteca provinciale de Gemmis, ospitata nell'ex convento annesso alla chiesa di Santa Teresa dei Maschi, è frutto della donazione del barone ing. Gennaro de Gemmis e contiene circa 70 000 volumi, per lo più di argomento storico. La sezione archivistica è ricca di circa 100 000 fra carte e pergamene del IX secolo ed è considerata la più ampia raccolta di materiale storico locale della Puglia.
Diplomi e pergamene antiche conferiscono particolare importanza all'archivio della basilica di San Nicola, ma di valore ancor maggiore è il rotulo pergamenaceo miniato dell'Exultet, conservato nell'archivio della cattedrale di San Sabino. Databile tra l'XI e il XIII secolo.
Altri centri bibliotecari sono:
- la Biblioteca "Gaetano Ricchetti";
- la Biblioteca multimediale del Consiglio regionale "Teca del Mediterraneo";
- la Biblioteca sportiva regionale del CONI;
- la Biblioteca della fondazione Gianfranco Dioguardi;
- le biblioteche dell'Università degli Studi e del Politecnico di Bari.
- Biblioteca di quartiere "Don Bosco - Buona cultura"[43]

Nel luglio 2020 Bari ha ottenuto il riconoscimento di "Città che legge" 2020-2021.

#### Ricerca

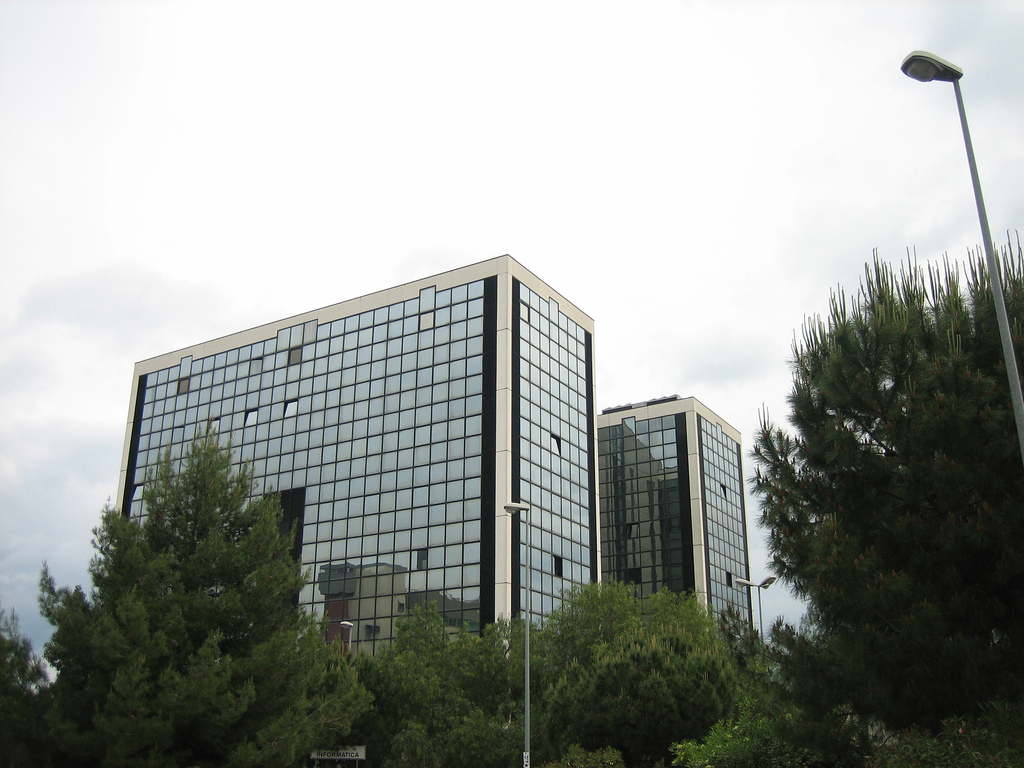
Palazzo del Dipartimento di Informatica della Facoltà di Scienze MM. FF. NN. nel campus dell'Università di Bari

I principali Istituti di ricerca sono dislocati fra il campus universitario e il vicino comune di Valenzano:
- Istituto agronomico mediterraneo di Bari;
- CNR - Istituto di studi sui sistemi intelligenti per l'automazione;
- CNR - Istituto di cristallografia;
- CNR - Istituto di scienze delle produzioni alimentari;
- CNR - Istituto di genetica vegetale;
- Istituto nazionale di fisica nucleare;
- CEMeC - Centro di eccellenza in meccanica computazionale;
- Parco scientifico e tecnologico Tecnopolis-CSATA Novus Ortus.

A Bari ha sede dal 1983 il Consorzio delle università mediterranee (CUM), al quale aderiscono oltre 160 istituzioni universitarie del bacino del Mediterraneo.

#### Scuole
Il Convitto Nazionale "Domenico Cirillo" è una delle scuole più antiche d'Italia, in attività fin dai tempi dello Stato borbonico. Il liceo classico "Quinto Orazio Flacco" e lo scientifico "Arcangelo Scacchi" vantano entrambe una storia di oltre novant’anni nelle storiche sedi: un edificio edificato in epoca fascista nel primo caso e Palazzo Chartroux nel secondo. Altre scuole importanti sono il liceo classico "Socrate" e i licei scientifici "Enrico Fermi" e "Gaetano Salvemini". Nell'ambito dell'istruzione tecnica spiccano gli istituti di istruzione superiore "Euclide" (con indirizzi nautico, aeronautico e per geometri), il più grande istituto scolastico della provincia, e "Guglielmo Marconi" (fondato nel 1939 come istituto tecnico industriale e oggi comprendente anche il liceo "Margherita Hack"), ed inoltre l'Istituto Tecnico Industriale "Modesto Panetti" (dal 2015 fusosi con l'istituto tecnico per geometri "Pitagora") e gli istituti tecnici commerciali (anche con indirizzo liceo linguistico) "Giulio Cesare" e "Marco Polo".

#### Università

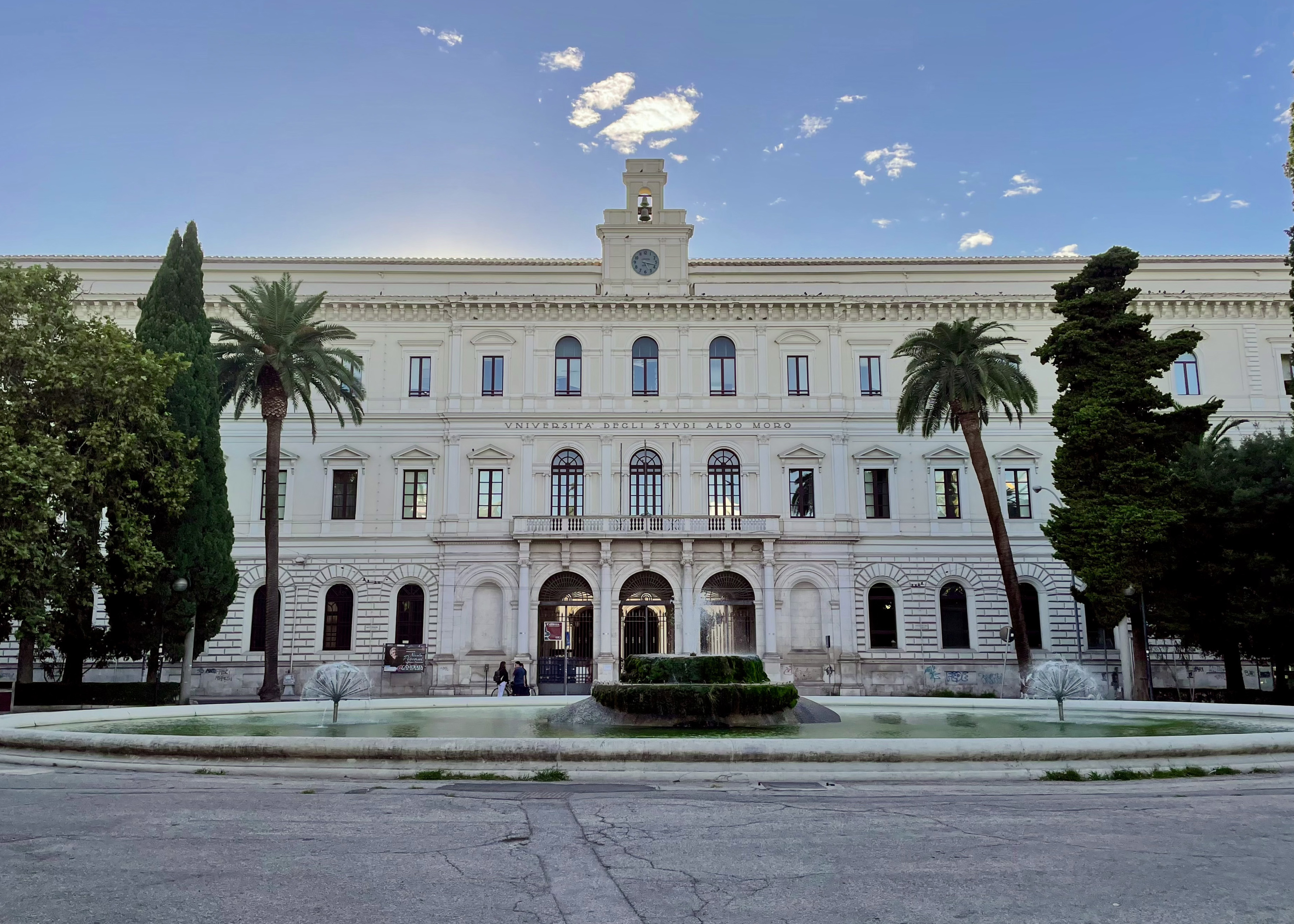
Il palazzo dell'Ateneo dell'Università, in piazza Umberto I

Bari ospita due università pubbliche (l'Università di Bari e il Politecnico), e una privata (la LUM Jean Monnet - Libera Università Mediterranea).
L'Università degli Studi di Bari è la più importante università pugliese, nonché fra le più grandi del Meridione in termini di affluenza. Fondata nel 1925, l'università conta 13 facoltà e oltre 60 000 iscritti. La sede centrale si trova nello storico Palazzo Ateneo in piazza Umberto I, nel cuore del centro ottocentesco dove hanno sede diverse facoltà umanistiche. Nelle vicinanze sono dislocate le facoltà di giurisprudenza, scienze politiche e lingue e letterature straniere. Il campus universitario ospita la maggior parte delle facoltà scientifiche come la facoltà di Agraria (Dipartimento di Agraria), Biologia, Chimica, Farmacia, Scienze della Terra e Matematica. La facoltà di Economia ha sede nel quartiere Poggiofranco, quella di Medicina all'interno del Policlinico, e quella di Veterinaria nel comune di Valenzano.
Nel 1990 per gemmazione dall'Università degli Studi, fu istituita la seconda sede universitaria barese, il Politecnico di Bari, che ha sede presso il campus universitario della città. Esso conta 11 000 iscritti e tre facoltà di Ingegneria e Architettura, due delle quali con sede a Bari.
Più recente è la fondazione della Libera Università Mediterranea, università privata legalmente riconosciuta nel 2000 che ha sede nel comune di Casamassima, a pochi chilometri da Bari.
Conservatorio di musica "Niccolò Piccinni"
Intitolato al celebre compositore barese Niccolò Piccinni, oltremodo apprezzato in Italia, a Bari ed in Francia, dove svolse la sua attività di musicista, è il Conservatorio, massima scuola musicale della città di Bari.
Il conservatorio barese risulta essere un'eccellenza nazionalmente riconosciuta sia per qualità dell’insegnamento, sia per il prestigio della sede offerta, una storica villa ottocentesca, Villa Bucciero - Lindemann, attorno a cui è sorto un piccolo quartiere, di cui fa parte anche il bellissimo Auditorium "Nino Rota". Il conservatorio Piccinni, con oltre 2000 iscritti, possiede il maggior numero di alunni nelle istituzioni di questo tipo in Italia. Direttore onorario dell’istituto è Riccardo Muti, alunno ai tempi di Rota.
Accademia di Belle Arti di Bari
Ha sede legale in città, ma l'attività didattica è tenuta presso il complesso monastico di Santa Chiara nel vicino comune di Mola di Bari.

#### Musei

##### Museo archeologico
Il "Museo archeologico" di Bari, fondato nel 1875 come Museo Provinciale, è stato notevolmente ampliato nel tempo grazie a donazioni private e nuove scoperte archeologiche che hanno arricchito le bacheche dell'istituto. Esso infatti comprende la più completa raccolta di materiale archeologico pugliese, soprattutto ceramiche e bronzi. Il museo è fondamentale ai fini di una completa conoscenza della civiltà apula dal VII secolo a.C. al III secolo, dell'antica Daunia (attuale provincia di Foggia), della Messapia e soprattutto della Peucezia (attuale provincia di Bari).
Il museo si trova all'interno dell'ex monastero di Santa Scolastica.

##### Pinacoteca città metropolitana di Bari
La Pinacoteca metropolitana di Bari, sita nel palazzo della Provincia di Bari, si compone di opere databili dal XV secolo all'attuale, la cui paternità è attribuita ad artisti quali Tintoretto, Giovanni Bellini, Antonio Vivarini e Bartolomeo Vivarini, Paolo Veronese e pittori di scuola napoletana come Luca Giordano e numerosi ottocentisti italiani. La pinacoteca è intitolata al pittore di epoca rococò Corrado Giaquinto, nativo di Molfetta. Il museo ospita inoltre un'importante raccolta (collezione Grieco) di opere dell'Ottocento e Novecento italiano, comprendente dipinti di macchiaioli toscani come Fattori, Lega, Signorini, Banti e di artisti come Morandi, De Chirico, Carrà, De Pisis, Campigli, Casorati, Mafai, Sironi. Sono presenti, inoltre, opere di Pellizza da Volpedo, De Nittis, Netti, Boldini e Toma. La pinacoteca ospita anche opere di autori contemporanei come Pino Pascali. È sede di mostre ed eventi culturali.

##### Altri musei
- Cittadella mediterranea della scienza[52]
- Museo etnografico africano
- Museo della gipsoteca del castello normanno-svevo
- Museo nicolaiano
- Museo della cattedrale
- Museo civico di Bari
- Museo del Sacrario militare
- Orto Botanico di Bari[53]
- Museo di zoologia[54]
- Museo di scienze della terra[55]
- Museo raccolta di fisica[56]
- Museo dell'acqua - Palazzo dell'Acquedotto Pugliese[57]
- Museo della Fotografia del Politecnico di Bari
- Museo dei fari e delle torri costiere della Puglia
- Museo diocesano
- Museo didattico del cinema[58]
- Museo dei pigmenti naturali colorati[59]
- Musei Universitari: Scienze della Terra, Zoologia, Orto Botanico, faunistico, stumenti di fisica, informatica, anatomia e morfologia degli animali domestici, chimica, merceologia, psicologia e psicotecnica, entomologia[60]
- Museo dello sport[61]
- Museo del Bari[62]
- Museo del mare (in costruzione)[63]

### Media
Bari ospita diversi giornali e reti radiotelevisive a carattere locale, ma conta anche sedi di testate a diffusione nazionale. Fra queste si ricorda la prima emittente televisiva privata nata nel sud Italia Telebari e a seguire Antenna Sud, Studio 100 e Telenorba, principale gruppo privato italiano per ascolti, oltre agli studi di altre emittenti pugliesi che hanno sede anche a Bari.
Inoltre, la città ospita le sedi di diverse emittenti radiofoniche e la sede regionale della Rai.

#### Stampa
Le testate giornalistiche più importanti sono La Gazzetta del Mezzogiorno, l'edizione pugliese del Corriere del Mezzogiorno, dorso meridionale del Corriere della Sera, e l'edizione barese del quotidiano La Repubblica. Dal 9 agosto 2021 è in edicola l'edizione di Bari del Nuovo Quotidiano di Puglia. È presente, altresì, la redazione cittadina del Quotidiano di Bari (edizione di Bari del giornale Quotidiano di Foggia, entrambi stampati a Foggia. Hanno cessato le pubblicazioni i quotidiani Puglia e Barisera, che veniva distribuito a partire dal pomeriggio, e le edizioni baresi dei free press City e Leggo. Il free press EPolis, dopo la chiusura nel 2018, è diventato invece un settimanale. Il 21 settembre 2018 è nato un nuovo settimanale gratuito, L'Adriatico. Ha cessato le pubblicazioni il settimanale Puglia d'oggi.
Di portata nazionale è l'attività editoriale, dalle storiche case editrici Laterza e Cacucci alle più recenti De Donato (attività chiusa nel 1983), Adda, Dedalo, Edipuglia.

#### Televisioni
La storia delle televisioni di Bari nasce con Telebari, fondata dall'ingegnere Orfeo Mazzitelli. Telebari fu la prima televisione privata del sud Italia, tutt'oggi attiva nel territorio barese.
Bari è sede della redazione regionale per la Puglia della Rai, Norba News ed è stata anche la sede della redazione centrale del telegiornale del gruppo Telenorba, con sede a Conversano, che controlla le emittenti TgNorba 24, Telenorba (ex Telenorba 7) e Teledue (ex Telenorba 8).
Bari è inoltre sede di altre emittenti televisive locali, quali Antenna Sud (una volta collegata a La Gazzetta del Mezzogiorno) e Studio 100 ma anche di Teleregione Color (emittente barlettana), Fly Tv.

#### Radio
Bari è inoltre sede di numerose stazioni radiofoniche, di cui le principali sono:
- Canale 100 (94.9 MHz)
- Controradio (97.3 MHz)
- Radio mi piaci (ex L'AltraRadio Bella da Ascoltare) (101.5 MHz)
- Radio Manbassa (98.9 MHz) - ex frequenza di Radio Antenna Sud acquistata all'asta.
- Radiobari (88.8 MHz)
- Radio Enny Sound (96.3 MHz)
- Radio Made in Italy (102.3 MHz)
- Radio Popizz (101.0 MHz)
- RadioSound (91.7 MHz)
- Radionorba (97.0,105.5 e 106.8 MHz)
- VERA FM (95.65 MHz - 105 MHz)
- Radio 5 Network (90.4 MHz)

Diverse sono le radio che da Bari hanno iniziato le proprie trasmissioni, spostandosi poi in altre città: questo è il caso di Radio 5 Network (ora a Lecce), Radio Farfalla (ora a Mottola) e ReteOtto (ora a Lecce).

#### Web
Oltre alle edizioni web dei giornali cartacei, delle tv e delle radio locali, sono presenti anche diversi quotidiani online: BariToday del gruppo Citynews, BariLive, Borderline24, il Quotidiano Italiano - Bari, Pugliain, Quinto Potere, BariSeraNews.it, Barinedita, Bari e....

### Teatri
La Fondazione Lirico-Sinfonica "Petruzzelli e Teatri di Bari" gestisce i maggiori teatri cittadini, il Petruzzelli e il Piccinni, e l'Auditorium Nino Rota presso il Conservatorio Musicale.
Oltre al Teatro Margherita chiuso dal 1980 ma riaperto nel 2009 (ma solo per le mostre), gli altri teatri cittadini sono:
- Teatro Kursaal Santalucia
- Teatro Team
- Teatro dell'Anonima, gestito dagli attori baresi Dante Marmone e Tiziana Schiavarelli, chiuso nel 2013[91]
- Teatro Forma
- Teatro Kismet OperA
- Teatro Duse
- AncheCinema (ex Teatro-Cinema Royal)
- Piccolo Teatro di Bari
- Casa di Pulcinella
- Teatro Barium
- Teatro Di Cagno
- Teatro Bravò (ex Salottino)
- Nuovo Teatro Abeliano (nuova sede)
- Teatro Palazzo
- Auditorium Vallisa
- Multisala Showville (la Sala 2 è usata per spettacoli teatrali)

#### Teatro Petruzzelli

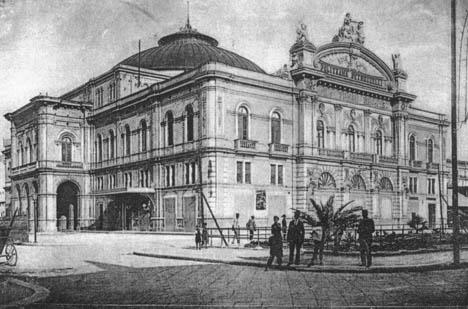
Teatro Petruzzelli in una foto d'epoca.

Il Teatro Petruzzelli nacque dall'esigenza della città di possedere un contenitore culturale degno di una città desiderosa di elevarsi al livello delle altre metropoli italiane. La passione di Bari per il teatro era nota, ma i luoghi di rappresentazione non erano ritenuti sufficienti, neanche dopo la costruzione del teatro comunale Piccinni nel 1854.

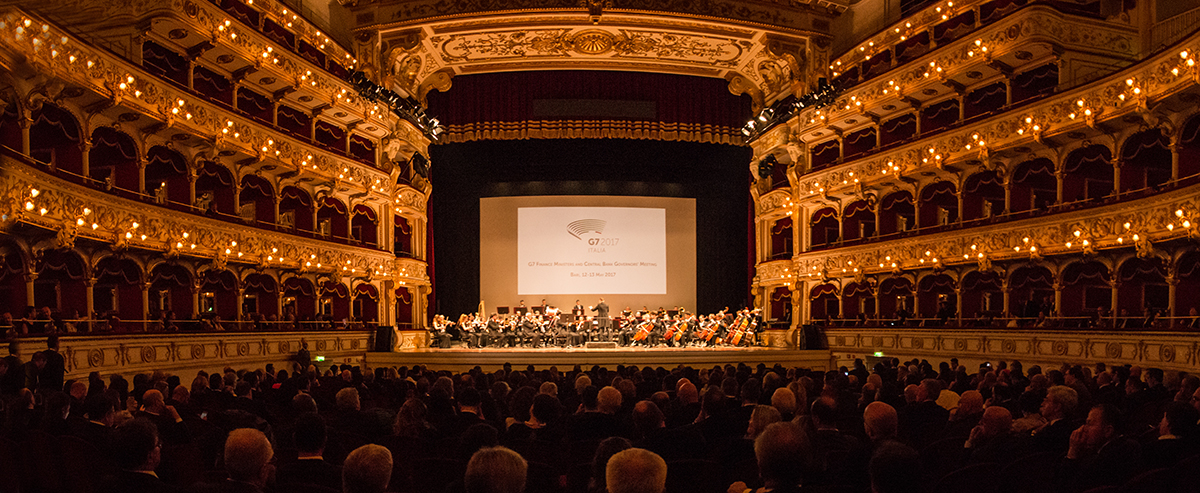
Interno del Teatro Petruzzelli.

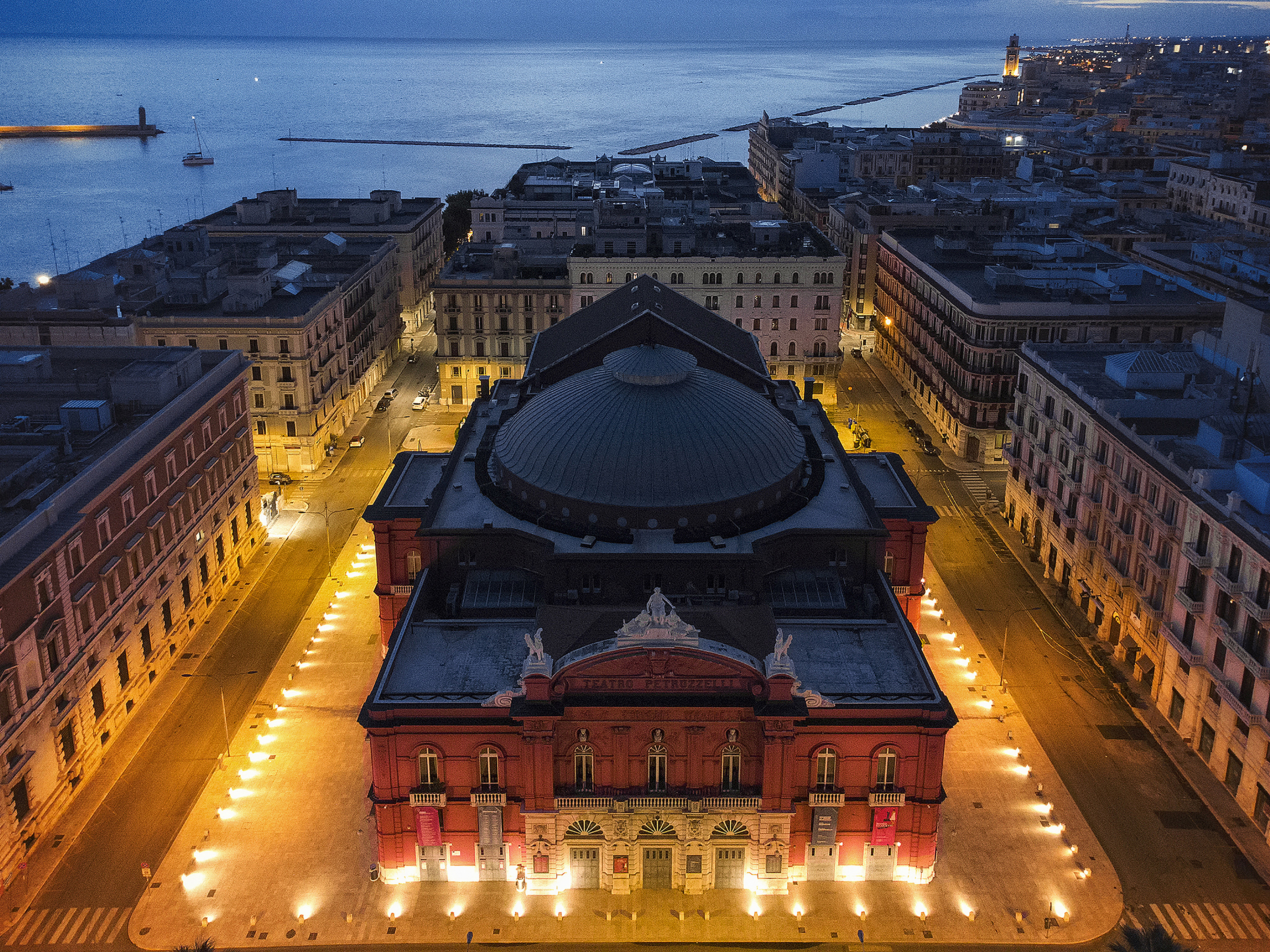
Il teatro Petruzzelli visto dall'alto.

Il Comune decise quindi di sfruttare un piazzale sul mare (Largo della Marina), adibito a ospitare concerti e rappresentazioni di strada, per edificare il teatro. Nel 1896 fu scelto il progetto presentato da due commercianti baresi, Onofrio ed Antonio Petruzzelli, e nel 1898 iniziarono i lavori di edificazione. La struttura esordì la sera del 14 febbraio 1903 con la rappresentazione de Gli Ugonotti di Giacomo Meyerbeer.
Il Teatro Petruzzelli è il quarto teatro italiano per dimensioni e il più grande teatro privato d'Europa.
La notte tra il 26 e il 27 ottobre 1991 il teatro venne distrutto da un incendio doloso. L'ultima opera rappresentata fu la Norma di Vincenzo Bellini (che, ironicamente, si chiude con la scena di un rogo).
Nel 2008 si sono conclusi i lavori di ripristino del teatro alla sua funzionalità e il 7 settembre 2009 le chiavi del teatro sono state consegnate alla Fondazione Lirico Sinfonica Petruzzelli e Teatri di Bari che ne ha assunto la gestione.

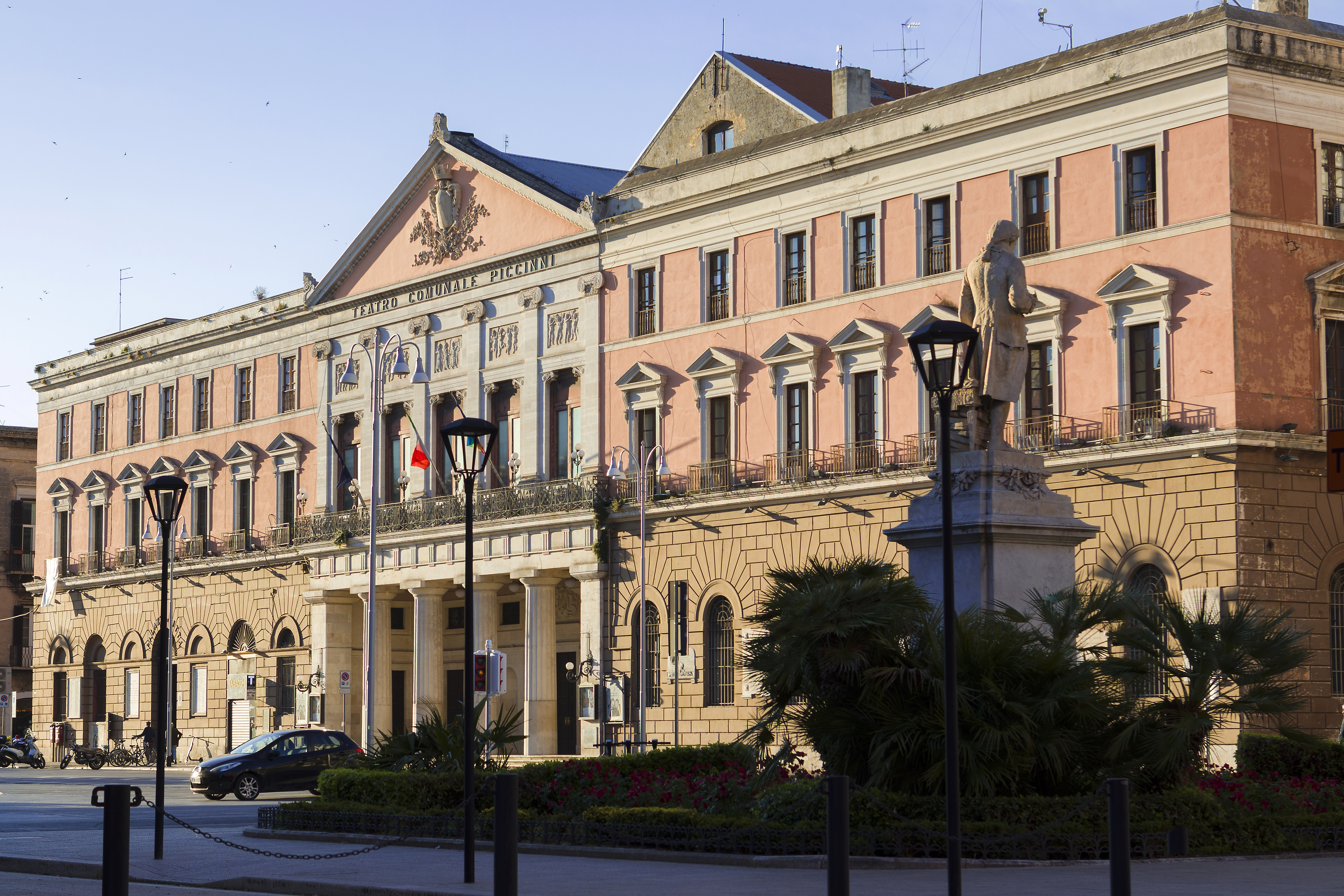
Teatro Piccinni

#### Teatro Piccinni
Il Teatro Piccinni è il più antico teatro barese esistente. La struttura è in grado di contenere più di ottocento spettatori. Il teatro fu inaugurato il 4 ottobre 1854 con la rappresentazione del Poliuto di Gaetano Donizetti. Un anno dopo, nel 1855, fu intitolato al musicista barese Niccolò Piccinni, oltremodo apprezzato nella città natale e in Francia, dove svolse la sua attività di compositore.

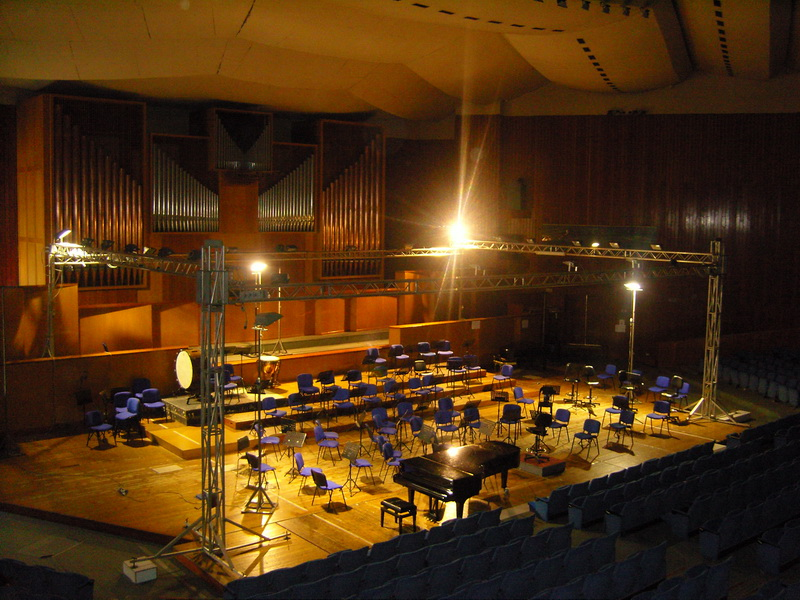
Interno dell'Auditorium Nino Rota

#### Auditorium Nino Rota
L'auditorium Nino Rota, di proprietà del Conservatorio Niccolò Piccinni, è la più importante sala d'ascolto della città di Bari, in ristrutturazione dal 1991, è stato riaperto nel 2017. L'edificazione, promossa dall'amministrazione provinciale negli anni sessanta, fu completata nel 1981. Fu intitolato al compositore milanese Nino Rota, a lungo direttore del conservatorio barese.

### Cinema
Hanno avuto la città di Bari come sfondo della loro trama i seguenti film:
- Idillio infranto di Nello Mauri (1931), girato a Bari e ad Acquaviva delle Fonti.
- L'atleta di cristallo del barese Enzo Fiermonte (1946)
- Il grido della terra di Duilio Coletti (1948), girato a Bari e a Palese.
- Polvere di stelle di Alberto Sordi (1973), girato a Bari (Teatro Petruzzelli).
- La legge violenta della squadra anticrimine di Stelvio Massi (1976).
- Il nero muove di Gianni Serra (1977), miniserie televisiva.
- Quello strano desiderio di Enzo Milioni (1977).
- Maschio, femmina, fiore, frutto di Ruggero Miti (1979).
- La dottoressa preferisce i marinai di Michele Massimo Tarantini (1981).
- Giselle di Herbert Ross (1987).
- Il giovane Toscanini di Franco Zeffirelli (1988).
- 12 registi per 12 città di Lina Wertmüller (1989), segmento dedicato a Bari.
- La sposa di San Paolo di Gabriella Rosaleva (1989).
- La riffa di Francesco Laudadio (1991).
- Fratelli coltelli di Maurizio Ponzi (1997).
- Fuori di me di Gianni Zanasi (1999).
- LaCapaGira di Alessandro Piva (1999).
- 77 Hotel Dajti di Carmine Fornari (2000).
- All'alba saliremo il monte di Vito Giuss Potenza (2002).
- Mio cognato di Alessandro Piva (2003).
- Sotto gli occhi di tutti di Nello Correale (2003).
- Bell'epoker di Nico Cirasola (2004).
- L'Ariamara di Mino Barbarese (2005).
- Nicola, lì dove sorge il sole di Vito Giuss Potenza (2006).
- L'avvocato Guerrieri - Ad occhi chiusi di Alberto Sironi (2007), film tv.
- L'avvocato Guerrieri - Testimone inconsapevole di Alberto Sironi (2007), film tv.
- Il passato è una terra straniera di Daniele Vicari (2008).
- L'uomo nero di Sergio Rubini (2009).
- Piripicchio - L'ultima mossa di Vito Giuss Potenza (2010).
- Non me lo dire di Vito Cea (2011).
- La nave dolce di Daniele Vicari (2012).
- L'Amore è imperfetto di Francesca Muci (2012).
- Leone nel basilico di Leone Pompucci (2014).
- La vita davanti a sé di Edoardo Ponti (2020).

Nel film statunitense del 1995 I ponti di Madison County, Meryl Streep informa Clint Eastwood delle sue origini italiane, dicendo di aver vissuto in una città italiana sul mare Adriatico, che si rivela essere Bari. Eastwood risponde tuttavia di conoscere Bari, avendola visitata per qualche giorno prima di salpare da Brindisi per la Grecia.
Bari è sede del Cineporto (situato nel complesso della Fiera del Levante), uno spazio con sale di registrazione e strumentazione cinematografica, aperto dall'Apulia Film Commission col fine di sviluppare l'industria cinematografica in Puglia.
Dal 2010 la città ospita un proprio festival di cinema: il "Bif&st".

Il Teatro Margherita negli anni 80

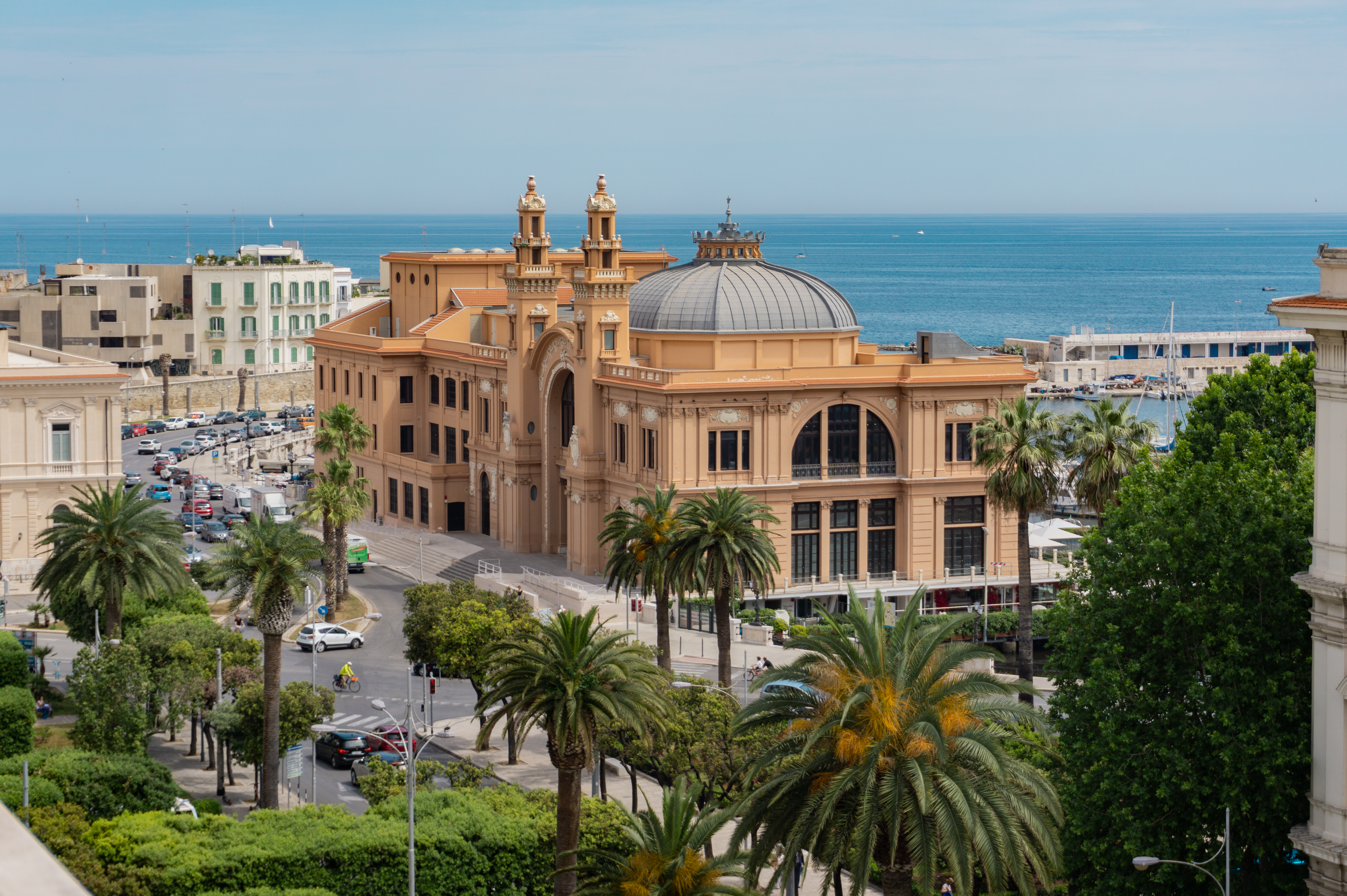
Il Teatro Margherita oggi

### Musica

#### Associazione Polifonica barese "Biagio Grimaldi"
Fu fondata l'8 dicembre 1926 come "Accademia Polifonica Barese" dal musicista barese Biagio Grimaldi (1897-1986), insieme all'organista Donato Marrone, che di quell'impresa era l'anima intellettuale. L'associazione acquisì subito un notevole repertorio di polifonia sacra e profana che affiancava ai massimi autori del genere la musica dei compositori pugliesi e le melodie popolari baresi. I concerti della Polifonica conobbero una diffusione ampia attraverso le frequenze di Radio Bari e della Radio italiana. Alla morte del fondatore, l'accademia prese il nome attuale. La Polifonica dispone di un archivio storico-musicale, che nel 1998 è stato riconosciuto di "notevole interesse storico" dal Ministero per i Beni e le Attività Culturali.

### Cucina

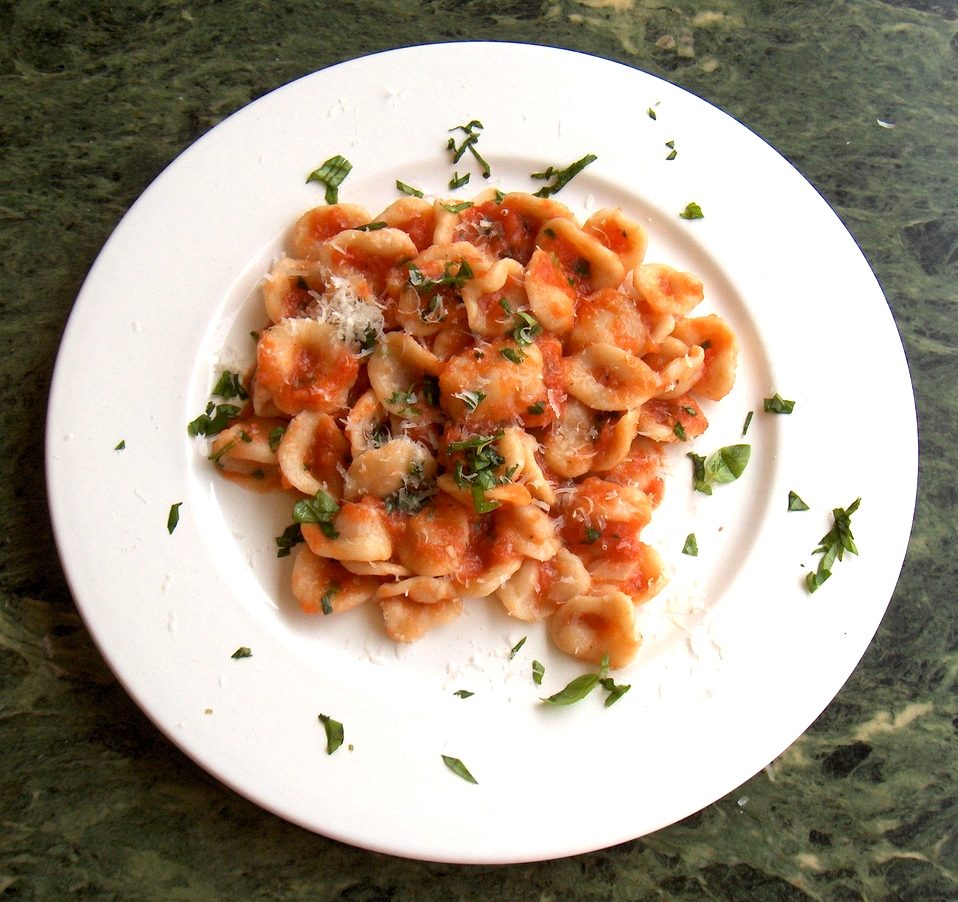
Orecchiette al pomodoro

La cucina pugliese in generale si basa sui tre prodotti agricoli principali della regione cioè il grano, l'olio e il vino. La cucina barese è arricchita anche da ortaggi e frutta, abbondanti nell'agricoltura locale, e dalla produzione del pane pugliese e delle paste alimentari casalinghe: orecchiette, recchietèdde o strascenàte, la variante tarantina chiancarelle (ossia orecchiette di grandezza varia), cavatelli, lagane, troccoli (ossia fettuccine), fusilli (ossia maccheroni arrotolati), tripoline e megnuìcchie (ossia gnocchetti di semola).
Con la pasta fatta in casa si preparano anche calzoni al forno ripieni di cipolla, acciughe sotto sale, capperi e olive; panzerotti fritti ripieni di lardo e ricotta o mozzarella; pettole alla barese; pizze rustiche, la tipica focaccia alla barese, i taralli, le friselle e le scagliozze, ossia fette di polenta fritta, preparate e vendute per le strade della città vecchia.
Condimenti sovrani sono l'olio d'oliva e l'aglio. Ottime sono le minestre di verdure e quelle a base di pane (pancotto e caponata), ceci, fave intere o schiacciate (con cicorie), cavoli, sedani, cardi e finocchi che compaiono in tavola anche da soli con olio, o salati o con brodo di maiale.
I piatti di carne sono per lo più a base di agnello (tacche al forno, cottarello, involtini in barese "ghiemmerìidde"), di maiale (capocolli e salsicce varie, soprattutto condite con peperoncino), coniglio e cacciagione. Una raffinatezza è quella dei tordi in salsa conservati nel vino bianco.
Specialità: Tiella alla barese di patate riso e cozze, piatto ereditato dall'occupazione spagnola e detto anche "tièdde" (tiella), nome che suggerisce l'uso della paella spagnola in passato, nonché le linguine al sugo di seppia e le "cazzavùne", alla barese, ossia lumache raccolte dal vicino altopiano delle Murge, cotte o lessate e condite in vario modo.
In quanto città di mare, Bari è famosa per i numerosi piatti di pesce: il dentice alle olive, l'orata alla san Nicola, le alici arraganàte e i polpetti "che ll'àcqua lòre", in casseruola.
Tra i dolciumi tipici, molti legati a periodi di festività, si ricordano le "carteddàte" cartellate e i bocconotti (tipiche ricette natalizie), le paste reali, le castagnèdde, le sassanìidde, le zeppole (tipiche del giorno di san Giuseppe), le "scarcelle" (dolce pasquale) e u sanguinàcce, ossia sanguinaccio dolce.
Tra i vini pregiati di Bari e della provincia si ricordano: il Castel del Monte, il Moscato di Trani, il Primitivo di Manduria molto conosciuto anche nel resto dell'Italia, il Primitivo di Gioia, il Negroamaro Salentino, bianchi di Alberobello e Locorotondo, l'Aleatico e varietà di Cerasuolo e di Sangiovese. È abbondante la produzione di vini da taglio tra cui il Barletta.

### Eventi

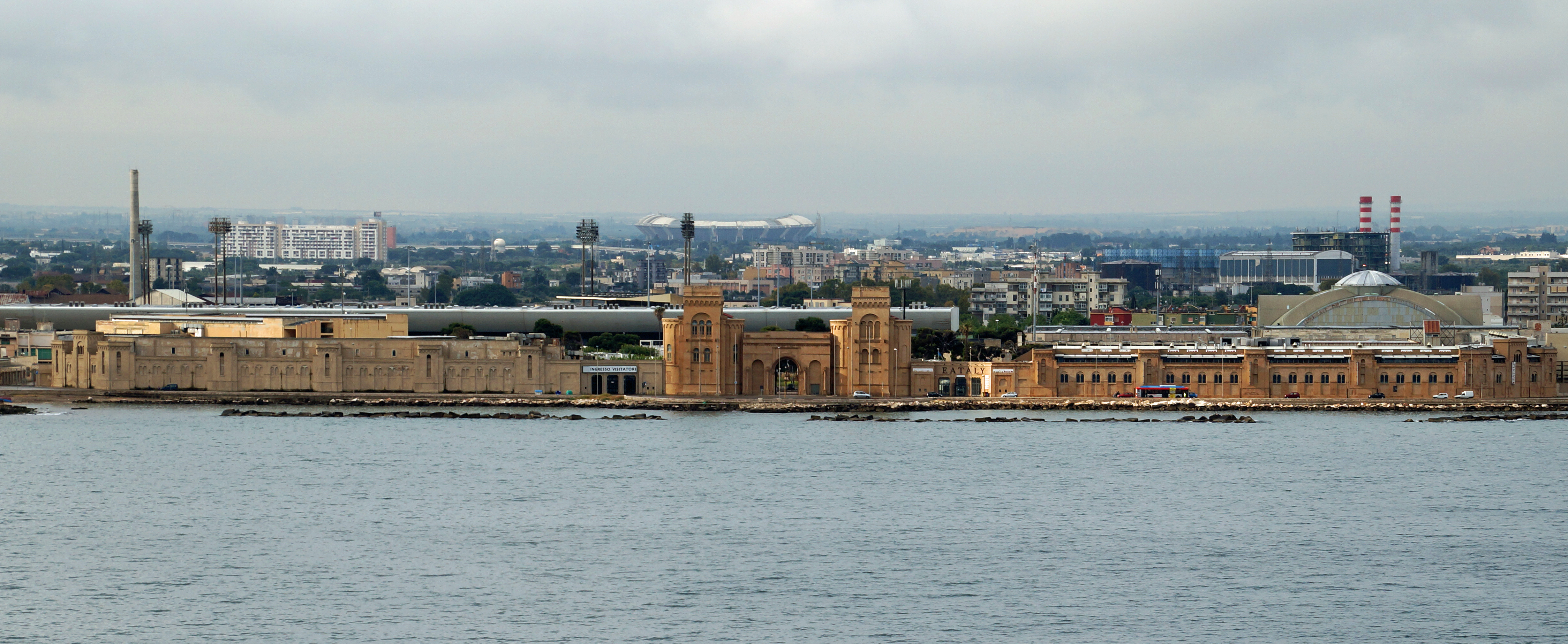
Ingresso monumentale al quartiere fieristico

#### Fiera del Levante
La Fiera del Levante è una delle principali fiere del bacino del Mediterraneo, nata nel 1929 per iniziativa del Comune, dell'Amministrazione Provinciale e della Camera del Commercio di Bari e operativa continuativamente dal 1930 con due sole esclusioni, una degli anni della seconda guerra mondiale, dal 1940 al 1946 l'altra nel 2021 a causa della pandemia da Coronavirus.
Complessivamente gli espositori che partecipano annualmente alle manifestazioni sono cinquemila tra nazionali ed esteri. I visitatori ammontano a circa due milioni.
La rassegna storica, nonché la più nota al grande pubblico, è la fiera campionaria, la più grande d'Europa, che ha luogo ogni settembre con oltre settecentomila visitatori e più di duemila espositori, in un'apposita vasta area, ampia circa 300 000 metri quadrati, situata a nord-ovest della città, in vicinanza della punta di San Cataldo, al limite occidentale del porto nuovo.
La fiera è inoltre volta a favorire gli scambi tra Oriente e Occidente, di cui Bari costituisce, per tradizione millenaria, il più favorevole punto d'incontro.

#### Festa di san Nicola patrono di Bari

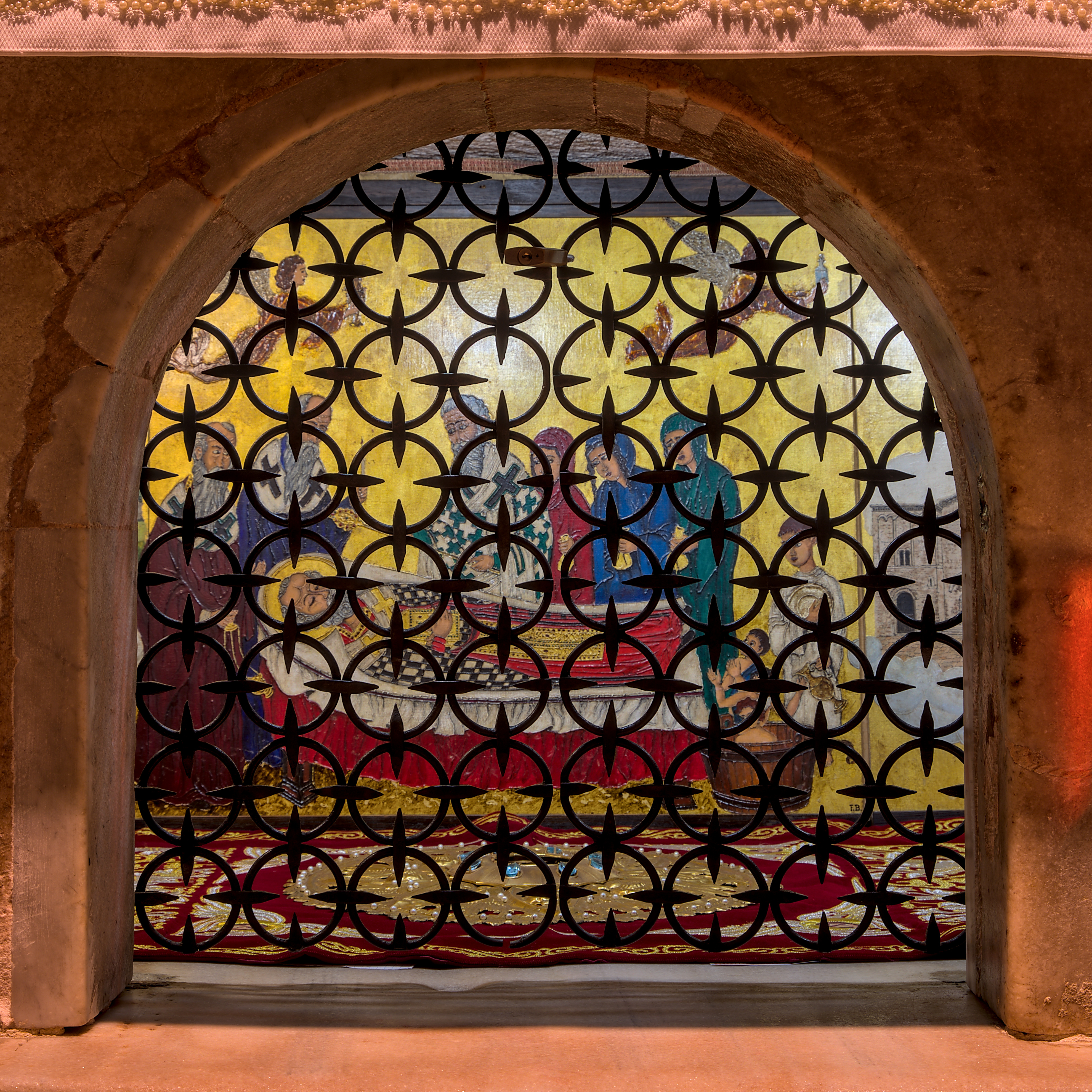
Tomba di San Nicola nella cripta della basilica

Dal 7 al 9 maggio si svolgono i festeggiamenti in onore del patrono della città, san Nicola. Già alla vigilia delle festività religiose affluiscono in città molti " ziazì" ossia pellegrini devoti al Santo. Una delle usanze tradizionali è l'offerta del pane alla basilica. A rievocare l'antico arrivo delle reliquie di san Nicola, la sera della vigilia si tiene il Corteo storico san Nicola.
In occasione del corteo storico di san Nicola, che come da tradizione si tiene a maggio, i percussionisti, figuranti e sbandieratori delle sue associazioni sfilano lungo le vie di Bari fra coreografie e messinscena. Le due bande musicali che si esibiscono sono: la Militia Santi Nicolai e la Barium.
Il giorno della festa si svolge la solenne processione in cui la statua del Santo viene portata fino al Molo san Nicola dove si tiene una celebrazione eucaristica presieduta dall'Arcivescovo di Bari; la statua viene poi trasportata in mare da un corteo di imbarcazioni. Verso sera avviene il raduno delle imbarcazioni presso il molo in cui si saluta il ritorno del Santo nella basilica, attraverso una nuova sontuosa processione al culmine della quale avviene "l'artefìzzie" ossia scoppio di fuochi pirotecnici.
Il giorno dopo, in seguito alla celebrazione eucaristica di saluto che si tiene in Piazza del Ferrarese, nella cripta della basilica si procede ufficialmente al prelievo della santa manna (che i monaci benedettini trassero dalle ossa del santo) alla presenza di fedeli e autorità religiose e civili. Tutta la ritualità religiosa è immersa in una cornice profana di luci e abbellimenti e di concerti bandistici, che contribuiscono a creare un'atmosfera suggestiva.

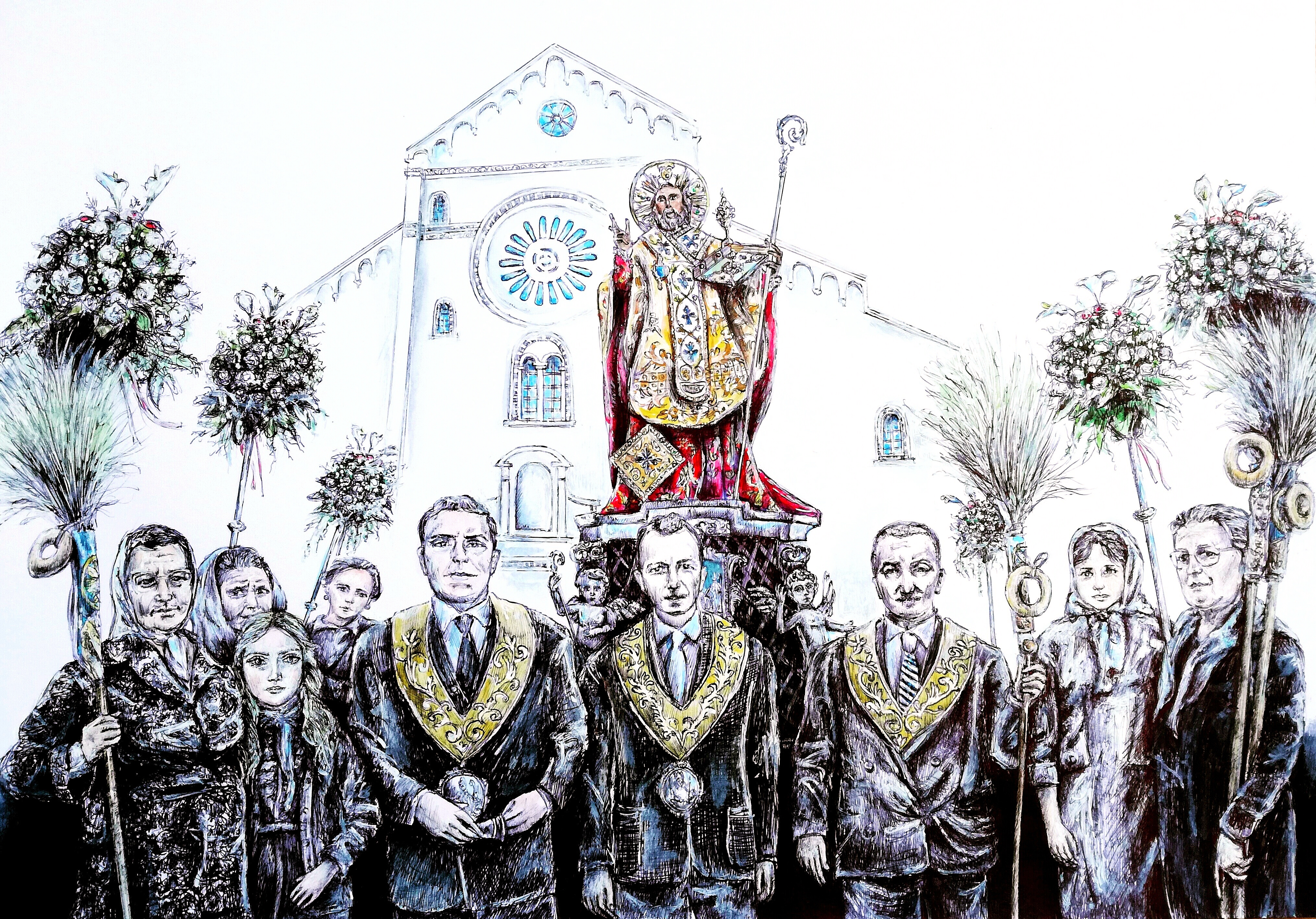
Processione dei pellegrini di San Nicola a Bari, 8 maggio

Il 10 maggio, ultimo giorno di festa, dopo la messa celebrata in Piazza del Ferrarese la statua di san Nicola, prelevata "da la màghene", solennemente trasportata in processione, viene riportata In Basilica.
San Nicola è inoltre festeggiato a Bari anche il 6 dicembre, anniversario della sua morte. Evento importante è l'atmosfera che si crea nella città vecchia, alle prime luci dell'alba, per assistere alla prima messa delle 5:00, celebrata dall'arcivescovo di Bari-Bitonto e la consegna delle chiavi della città al Santo, e prosegue con una lunga processione della statua per le vie della città vecchia. Quella del 6 dicembre è festa sentita in tutto il mondo cristiano e particolarmente nei paesi del nord Europa, Russia compresa.
A tale proposito, Bari, nel marzo 2007 è stata visitata dall'allora presidente russo Vladimir Putin, il quale durante il meeting italo-russo si è recato nella basilica di San Nicola per rendere omaggio alle reliquie del santo. In quell'occasione Putin definì Bari, secondo il sentimento religioso del popolo russo legato alla figura di san Nicola, "la città più importante del mondo dopo Gerusalemme". Al momento in cui la chiesa russa è stata consegnata ai legittimi proprietari, ufficialmente nell'aprile del 2008, il primo cittadino della città Michele Emiliano ha donato la cittadinanza barese al primo ministro russo Vladimir Putin, recandosi direttamente a Mosca. Il successore di Putin, Dmitrij Anatol'evič Medvedev, tornò a Bari il 1º marzo del 2009 per riprendere possesso della chiesa russa.
L'incontro fra papa Benedetto XVI e il patriarca di Mosca Cirillo I a Bari ha suggellato la funzione della città quale punto di incontro fra il mondo cattolico e quello ortodosso.
Una delle tradizioni ancora vive è quella per cui le ragazze che desiderano sposarsi scrivono le proprie aspirazioni matrimoniali su bigliettini che sono poi inseriti nella teca di vetro che accoglie la statua del santo. Essa si rifà a una delle leggende più diffuse su san Nicola, secondo cui il santo abbia consentito a tre fanciulle povere di sposarsi donando loro tre sacchetti colmi di monete d'oro. Da allora è rappresentato, nella tradizionale iconografia, con tre palle d'oro in mano.

#### Bari International Film Festival
Il Bari International Film Festival (Bif&st) è un festival internazionale del cinema e della cultura audiovisiva.

#### Bari Geek Festival
Tra il 2011 e il 2019 si è tenuto in città il Bari Geek Festival (BGeek), un festival internazionale dedicato al fumetto, ai giochi da tavolo, ai videogiochi e a tutto ciò che fa parte della cosiddetta sottocultura nerd.

## Geografia antropica

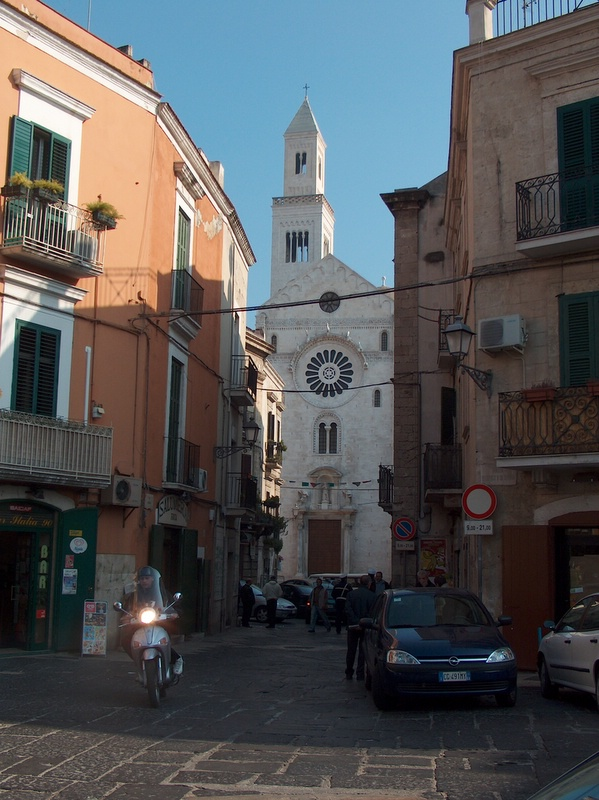
Una strada del centro storico con la Cattedrale di San Sabino, duomo della città di Bari

### Urbanistica

Palazzo Atti

Per la lettura di questo paragrafo, può essere di supporto vedere la voce Quartieri di Bari ed il paragrafo "Storia" (più sopra).
(Paul Bourget, Sensations d'Italie, 1891)

#### Bari Vecchia e Borgo murattiano
Il centro storico della città è costituito dalla città vecchia (come usano chiamarla i baresi) e dal Borgo murattiano. La città vecchia, sita su un'appendice di roccia calcarea affacciata sul mare (luogo corrispondente al nucleo primordiale di Bari), ha il tipico impianto urbanistico medioevale (caratterizzato da strade strette che formano una raggiera irregolare, con al centro le due chiese principali), e, risalente all'epoca bizantina, ospita i principali monumenti della città, quali la basilica, la cattedrale e il Castello normanno-svevo.
Il Borgo murattiano è invece in tipico stile ottocentesco, molto simile ai modelli urbanistici delle città statunitensi (fu costruito infatti nei primi decenni del XIX secolo), con isolati “a scacchiera” e strade larghe come negli Stati Uniti. Nel murattiano si trovano molti negozi di grandi marche (degni di nota quelli d'abbigliamento), ristoranti e bar raffinati.

#### Quartieri novecenteschi e razionalismo italiano
Attorno al centro si sviluppano i rioni centro-periferici della città. Madonnella, grande quartiere innalzato durante il fascismo, sito a Sud-Est del centro, è il tipico esempio di architettura ed urbanistica fascista. Quasi tutta la zona centrale del lungomare (ad eccezione del centro storico) è dello stesso periodo (anni venti e trenta del '900) ed è caratterizzata da palazzi pubblici (scuole, caserme, palazzi per uffici, ecc.) in stile littorio (proprio del fascismo).
Gli altri rioni centro-periferici, dovuti allo sviluppo demografico ed economico del dopoguerra, sono caratterizzati da una maglia quadrilatera meno regolare del murattiano e hanno arredi urbani propri del razionalismo novecentesco: da nord-ovest a sud, San Girolamo, Fesca, Libertà, Marconi, Carrassi, San Pasquale, Picone, Japigia e Poggiofranco, che si distingue per essere tra i più ricchi e moderni quartieri di Bari.

#### Ex comuni aggregati
A corona del centro della città e più distanziate da esso, nell'ordine di 5–10 km ci sono poi, nelle direzioni Nord-Ovest, Sud e Sud-Est le cosiddette ex-frazioni, altri sei quartieri con fisionomia urbanistica più autonoma rispetto a Bari città: si tratta di (da nord a sud-est) Santo Spirito, Palese Macchie, Carbonara di Bari, Ceglie del Campo, Loseto e Torre a Mare.
In direzione Ovest e in una posizione intermedia fra il centro-periferia e le ex-frazioni c'è il quartiere San Paolo, un grande agglomerato urbano, edificato a partire dagli anni cinquanta del '900 nell'ambito dell'edilizia economica e popolare; esso viene considerato a tutti gli effetti un'appendice del centro di Bari, in quanto fin dal principio fu abitato da molti baresi. La zona industriale è posta più ad Ovest, al confine fra il territorio comunale di Bari e quello di Modugno ed è condivisa dai due comuni. Osservando Bari dall'alto, si nota come sia stata urbanizzata in blocco da Nord a Sud e più distaccata verso Est ed Ovest (ci sono grandi spazi vuoti fra Japigia e San Pasquale e fra Picone e i quartieri a Nord-Ovest).

#### Comuni adiacenti
I comuni della provincia Valenzano, Triggiano e Modugno, confinanti con il capoluogo, vengono spesso considerati, orientativamente, parte integrante di esso (anche considerando i molteplici rapporti, soprattutto economici, che stringono con Bari). Ad oggi l'area metropolitana di Bari si estende su una superficie territoriale di 2269,74 km² e conta circa 1,2 milione di abitanti.

#### Dotazioni infrastrutturali
La Ferrovia Adriatica separa il centro dai quartieri centro-periferici meridionali; affiancata a questa corre via Capruzzi (importante strada urbana di scorrimento), da cui si diramano altre importanti strade (tra queste le vie De Gasperi e Giulio Petroni, che dopo aver attraversato Carrassi e S. Pasquale raggiungono infine Carbonara).
Corso Vittorio Emanuele II (nato nel 1813 grazie all'abbattimento delle vecchie mura urbiche) è la strada divisoria fra il centro storico e il murattiano; su esso s'affacciano le sedi delle principali istituzioni comunali (Municipio, Palazzo della Prefettura), il Teatro Piccinni ed altri storici palazzi. Corso Cavour, dall'incrocio con C.so Vitt. Em.le (nei pressi del centro storico), fiancheggia ad est tutto il centro e attraversando con un ponte la Ferrovia, s'innesta in viale Unità d'Italia (grande via del quartiere San Pasquale).
Viale Japigia-Gentile, a Est, è un prolungamento di via Capruzzi e attraversa tutto il quartiere Japigia, per poi immettersi nella statale 16. Proprio la 16 svolge un importantissimo ruolo di collegamento e smistamento del traffico, favorendo l'ingresso nelle diverse zone periferiche della città e nei comuni (fungendo quindi da "Tangenziale di Bari").

#### Lungomare di Bari e strutture pubbliche
Il lungomare (opera completata durante il fascismo, compresa l'aggiunta della fascia di terreno tra la città vecchia - il centro storico medioevale - ed il mare, prima non carrabile) attraversa buona parte della città, connettendo le zone San Girolamo e San Giorgio.
I quattro grandi ospedali pubblici sono il Policlinico (costruito durante il Fascismo) a Picone, il presidio ospedaliero del quartiere San Paolo, l'ospedale Di Venere a Carbonara e l'Istituto pediatrico Giovanni XXIII a San Pasquale, adiacente alla via Amendola.
Da annotare la presenza dei quattro, storici mercati popolari della città: "Nicolai" (q.re Libertà), "Montegrappa" (Carrassi), "Japigia", "Mazzini" (Marconi), che prendono nome dalle vie o dalle zone (come nel caso del mercato di Japigia) in cui fino a circa dieci anni fa venivano allestiti un giorno alla settimana (con conseguente chiusura di quelle strade al traffico automobilistico). Ora hanno sede in spazi coperti, costruiti o adeguati a tale uso, nelle vicinanze delle locazioni precedenti.

### Pianificazione urbanistica
In questi anni il Comune di Bari si sta dotando di un nuovo Piano Urbanistico Generale, il cui "Documento Programmatico Preliminare" (DPP) è stato approvato dalla Giunta Comunale nel 2009 e dal Consiglio Comunale nel 2011; questo Piano sostituirà il precedente P.R.G., realizzato dall'architetto Ludovico Quaroni nel 1965 (a riprendere il precedente piano Calzabini-Piacentini, del 1952) e attuato a partire dal 1979. Il nuovo Piano Urbanistico mira a riqualificare il territorio comunale soprattutto nelle periferie, nel settore ambientale, nella razionalizzazione del settore dei trasporti e nella riconnessione delle "smagliature" venutesi a creare nel tempo nel tessuto urbano.

### Suddivisioni amministrative

I 5 municipi di Bari

Il territorio del comune di Bari è suddiviso amministrativamente in cinque municipi, che nel 2014 hanno sostituito le vecchie circoscrizioni in vista dell'istituzione della città metropolitana.
| Codice | Nome        | Area      | Abitanti | Quartieri                                                     |
| ------ | ----------- | --------- | -------- | ------------------------------------------------------------- |
| 1      | Municipio 1 | 24,07 km² | 113 378  | Japigia, Libertà, Madonnella, Murat, San Nicola, Torre a Mare |
| 2      | Municipio 2 | 15,44 km² | 91 303   | Carrassi, Mungivacca, Picone, San Pasquale                    |
| 3      | Municipio 3 | 22,51 km² | 50 742   | Marconi - San Girolamo - Fesca, Picone, San Paolo, Stanic     |
| 4      | Municipio 4 | 33,16 km² | 38 566   | Carbonara di Bari, Ceglie del Campo, Loseto                   |
| 5      | Municipio 5 | 21,56 km² | 30 209   | Palese Macchie, Santo Spirito                                 |

## Economia

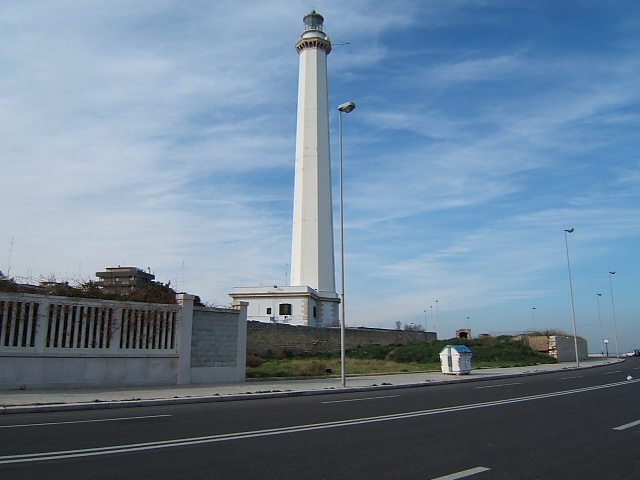
Faro di Punta San Cataldo.

Antico centro marinaro, Bari ha sempre avuto una spiccata vocazione mercantile che l'ha resa un importante centro di commerci, oggi il secondo del meridione. Proprio i commercianti hanno decretato la fortuna della città moderna: a loro è dovuta la costruzione dell'imponente edificio della Camera di Commercio, del teatro Petruzzelli e di molti dei principali edifici storici del centro murattiano.
Nel 2024 il tasso di disoccupazione si è attestato al di sotto del 5.1%, dato significativamente inferiore rispetto alla media del resto dell'Italia.

### Agricoltura
Ben sviluppata è anche l'agricoltura: vigneti, oliveti, mandorleti e frutteti sono le principali colture, a complemento delle quali sono sorti oleifici e stabilimenti enologici e conservieri. Attivissimo il commercio di prodotti agricoli, favorito dalla specializzazione delle colture (pomodori, carciofi, cetrioli, uva da tavola, pere, ciliegie e fichi), che determina una forte corrente di esportazione.
Molto sviluppato è anche il commercio del pesce per il quale è attivo un mercato ittico all'ingrosso.

### Industria
L'industria è da sempre trainante e si sviluppa nei comparti alimentare, chimico, petrolchimico, tessile, del legno e, soprattutto, meccanico. Nel settore alimentare operano le aziende di caffè come Saicaf e Bristol Battista. Nella meccanica operano aziende come Magneti Marelli, Baker Hughes, Bosch e dello stabilimento Magna PT (in passato di proprietà della Getrag): Bari ospita il principale distretto industriale tedesco in Italia.
Alla fine degli anni ottanta nel centro Elasis fu sviluppato per la FIAT il noto sistema common rail, ceduto poi alla Bosch. L'area industriale si è progressivamente spostata all'esterno della città, ed è oggi ospitata fra i comuni di Bari e Modugno, con propaggini verso i comuni di Palo e Bitonto. L'avvio alla saturazione dell'area ha inoltre favorito, nell'ultimo decennio, la crescita del comparto industriale di Molfetta.

### Commercio
Nel 1987 la congestione del centro cittadino ha spinto un imprenditore locale, Giuseppe Degennaro, a costruire nei pressi della città un centro integrato direzionale e commerciale all'ingrosso: oggi il Baricentro, alle porte del comune di Casamassima, è ancora uno dei più grandi centri commerciali d'Europa.
I servizi costituiscono uno dei settori più vivaci dell'economia, con aziende come Deloitte, Accenture, Atos, Pirelli e IBM. Con l'avvento dell'apertura delle suddette multinazionali, si è assistito all'aumento della spesa per la ricerca e per lo sviluppo, prima di allora abbastanza limitata.
Vi sono inoltre presenti le sedi legali della Gazzetta del Mezzogiorno e della Banca Popolare di Bari, nonché una notevole concentrazione di filiali di quest'ultima.
Centrale per tutte le attività commerciali è la Fiera del Levante.
A garantire e promuovere lo sviluppo economico di Bari e provincia c'è la Camera di Commercio di Bari, un ente autonomo che svolge funzioni di interesse generale per il sistema delle imprese promuovendo e curandone lo sviluppo nell'ambito delle economie locali.

## Infrastrutture e trasporti

### Strade
La città è servita dalle autostrada A14, che la collega con Bologna verso nord e con Taranto verso sud. Gli accessi avvengono ai caselli di Bari Nord, presso Modugno tramite la SS 96, e Bari Sud, presso Bitritto tramite la Superstrada Bari-Bitritto.
Da Bari passa anche la Strada statale 16 Adriatica, che tra le uscite di Bari Japigia e Fiera del Levante-Porto di Bari acquista le caratteristiche di superstrada, con tre corsie per senso di marcia, e funge da tangenziale: questa serve sia il traffico di transito che di distribuzione, e l'Anas investe ogni anno cifre notevoli per la manutenzione dell'arteria, che è fondamentale per i collegamenti con il porto. Verso sud la SS 16 raggiunge Brindisi e Lecce, e verso nord costituisce una valida alternativa all'A14 fino a Foggia.
Da Bari si dipartono altre cinque arterie stradali con tratti di superstrada: la SS 100 in direzione Taranto, la strada provinciale 236 in direzione Bitritto-Matera, la strada provinciale 54 in direzione Modugno, la SS 96 in direzione Altamura-Matera e la strada provinciale 231 in direzione Bitonto-Andria.
Per il decongestionamento del traffico è prevista la realizzazione del terminale dell'asse di collegamento Nord-Sud (dal porto alla tangenziale), dell'asse Est-Ovest (dalla strada provinciale 236 a via Giulio Petroni) e il completamento della strada di scorrimento Terza Mediana Bis, una sorta di tangenziale interna, tra lo svincolo autostradale Bari Nord e corso Trieste. L'asse viario di progetto dovrà assorbire e drenare una considerevole parte di traffico a differente provenienza e viabilità e precisamente: traffico extraurbano riveniente dall'A14, dall'A16, dalla Strada statale 16 Adriatica, dalla Strada statale 379 Egnazia e delle Terme di Torre Canne, dalla Strada statale 613 Brindisi-Lecce, dalla SS 100, dalla SP 231, dalla SS 96, dalla SP 236 e dalle ulteriori strade provinciali a sud (Strade statali ET14 ed ET15), dirette nella fascia urbana compresa fra la rete ferroviaria e la tangenziale.
È inoltre in previsione una nuova variante della strada statale 16 per la parte centro sud, con sei svincoli.

### Ferrovie

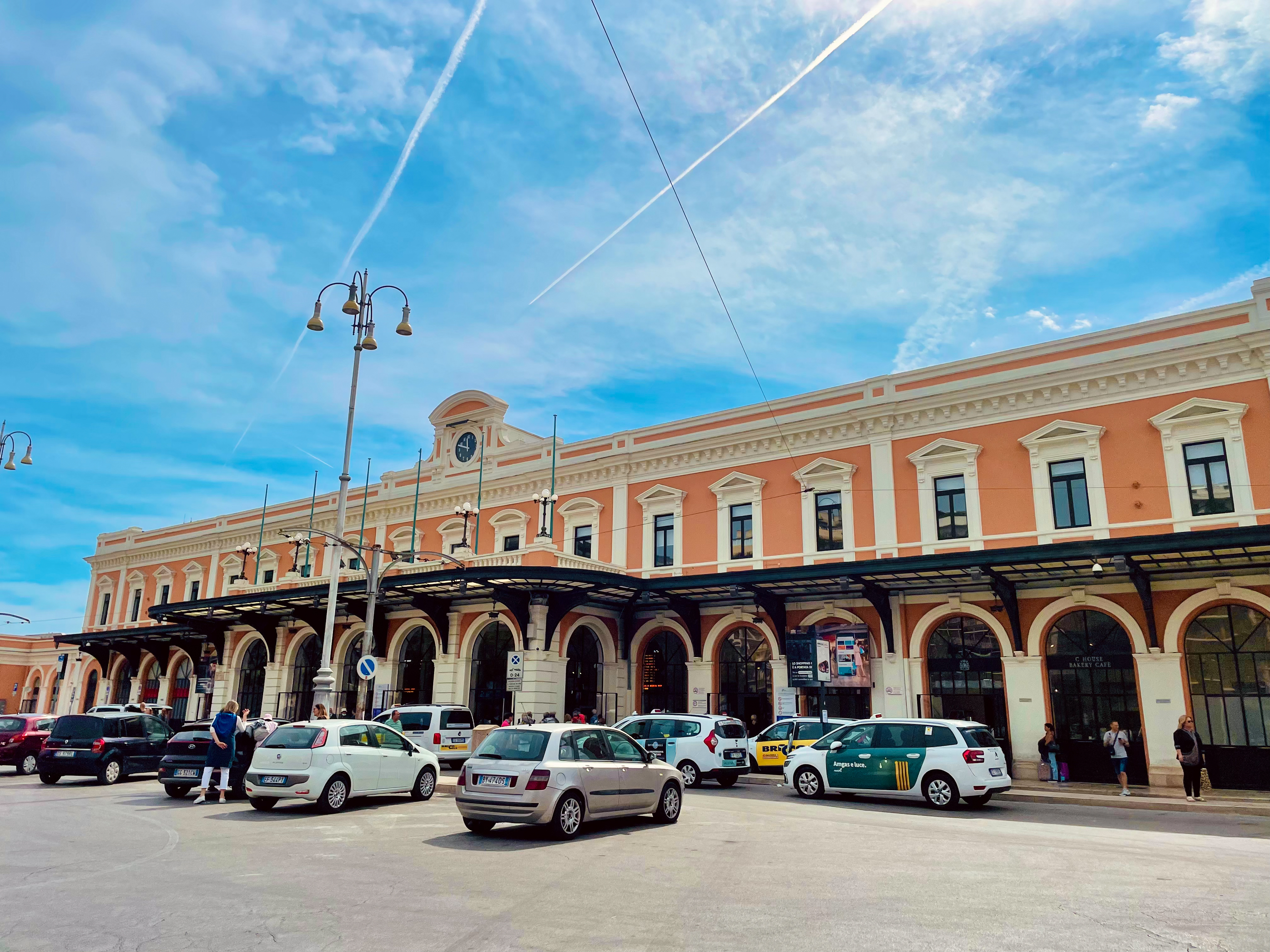
La stazione di Bari Centrale

La città di Bari è servita da diverse stazioni ferroviarie la principale delle quali è la stazione di Bari Centrale; vi confluiscono, oltre alle linee gestite da Rete Ferroviaria Italiana (tra le quali vi sono ferrovia Adriatica, Bari-Bitritto e Bari-Taranto) anche la linea Bari-Taranto delle Ferrovie del Sud Est.
Le Ferrovie Appulo Lucane e la Ferrotramviaria hanno proprie e distinte stazioni ferroviarie; quest'ultima, che esercisce le Ferrovie del Nord Barese, rilevò alla sua costituzione l'esercizio della tranvia Bari-Barletta, in seguito sostituita dalla ferrovia.
A partire dalla frazione di Mungivacca, presso la stazione omonima, si dirama un'ulteriore linea gestita dalle Ferrovie del Sud Est, la linea Mungivacca-Putignano.
La città è servita dai servizi Frecciarossa, Frecciargento, Frecciabianca e InterCity oltre al servizio alta velocita di Italo verso le maggiori città italiane.

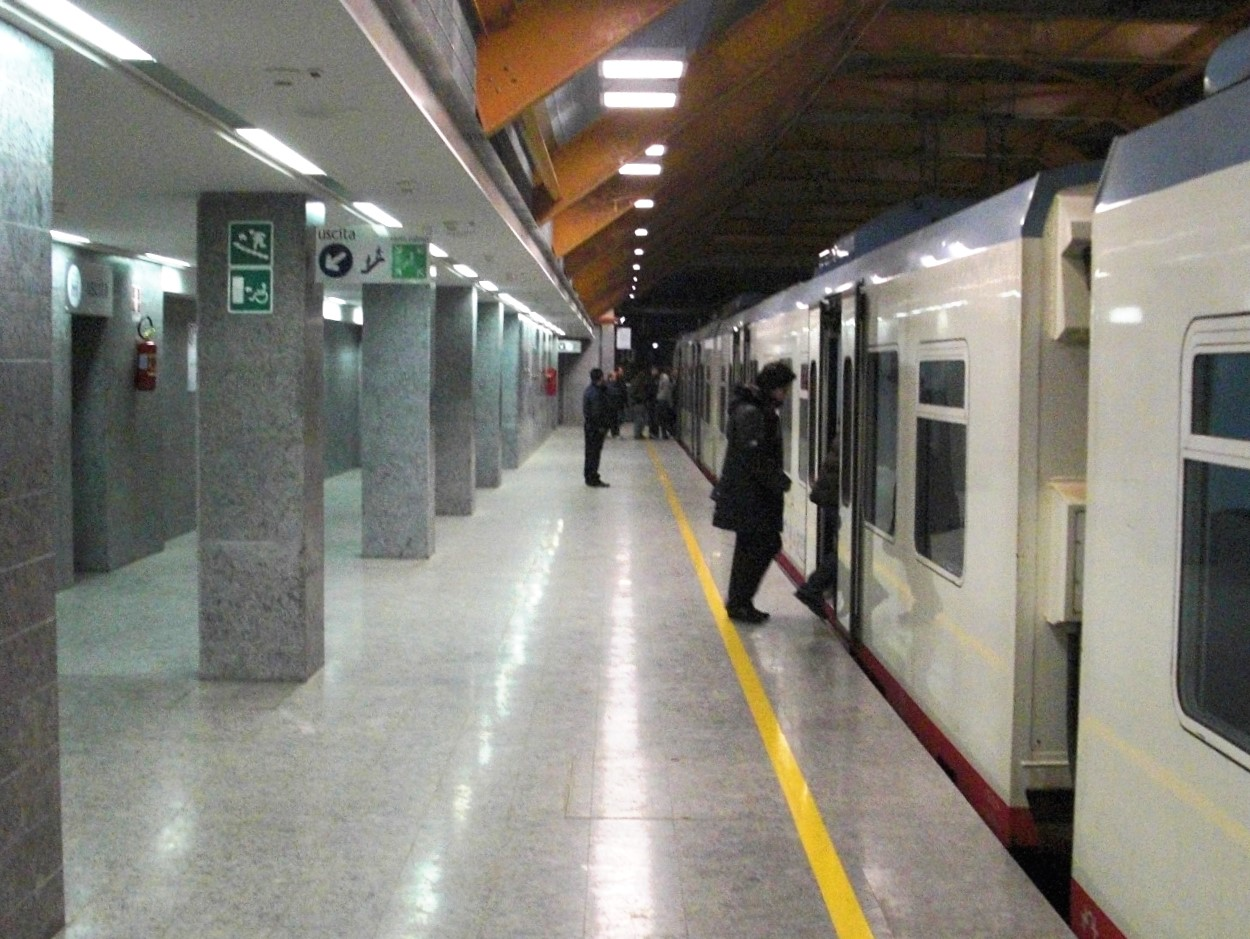
Fermata San Gabriele del servizio ferroviario metropolitano

Nell'area urbana i servizi ferroviari sono organizzati su sei linee convergenti nella stazione di Bari Centrale, gestite da quattro diversi operatori, che costituiscono il servizio ferroviario metropolitano.
Nel 2008 è stata attivata la linea 1 del servizio ferroviario metropolitano, che collega il centro alla periferia ovest della città.
Il 20 luglio 2013 è entrata in servizio la linea 2 del servizio ferroviario metropolitano che collega l'aeroporto alla stazione centrale ed alla rete ferroviaria nazionale.
L'8 gennaio 2024 è stata attivata la linea 3 del servizio ferroviario metropolitana Bari - Bitritto che collega il centro a Bitritto.
Entro il 2027 sarà completata la linea AV/AC Napoli - Bari, collegando la Puglia al sistema AV italiano e al Corridoio Scandinavia - Mediterraneo della rete Trans European Network. La città è sede del segretariato per il Corridoio pan-europeo 8.

### Porti

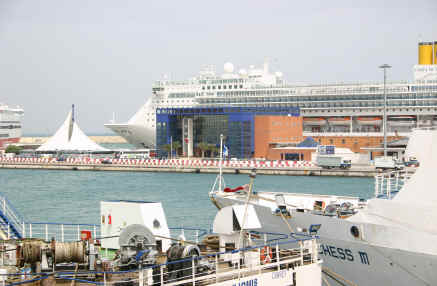
Porto passeggeri - Terminal crociere

Il porto di Bari è tradizionalmente considerato porta tra l'Europa, la penisola balcanica e il Medio Oriente. È uno scalo polivalente in grado di rispondere a tutte le esigenze operative. Fra i principali del mare Adriatico, il porto di Bari nel 2007 ha movimentato 1,8 milioni di passeggeri, dei quali circa 350 000 croceristi.

### Aeroporti

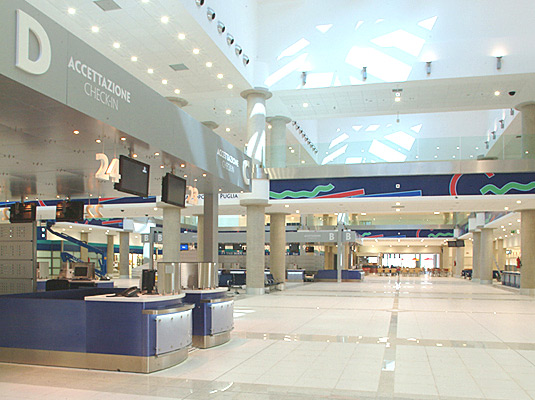
Aeroporto Internazionale Karol Wojtyła - Piano partenze

L'aeroporto internazionale civile di Bari-Palese Karol Wojtyła sorge nella periferia nord della città, al confine fra i quartieri Palese Macchie e San Paolo. Nel 2005 è stato inaugurato il nuovo terminal. Dal 2013 è attiva la linea metro che collega l'aeroporto alla stazione centrale.

### Interporti
L'Interporto Regionale della Puglia è situato alla periferia nord-ovest della città, a breve distanza dallo svincolo autostradale e dall'aeroporto, ed è collegato con l'area portuale, mediante il passante nord-sud, e con la rete ferroviaria, mediante un attrezzato terminal ferroviario. Costituisce il più importante centro logistico multimodale di scambi commerciali della Regione Puglia, e tra la regione stessa e i vicini paesi del bacino mediterraneo, e quelli del Nord Europa per via marittima.

### Mobilità urbana

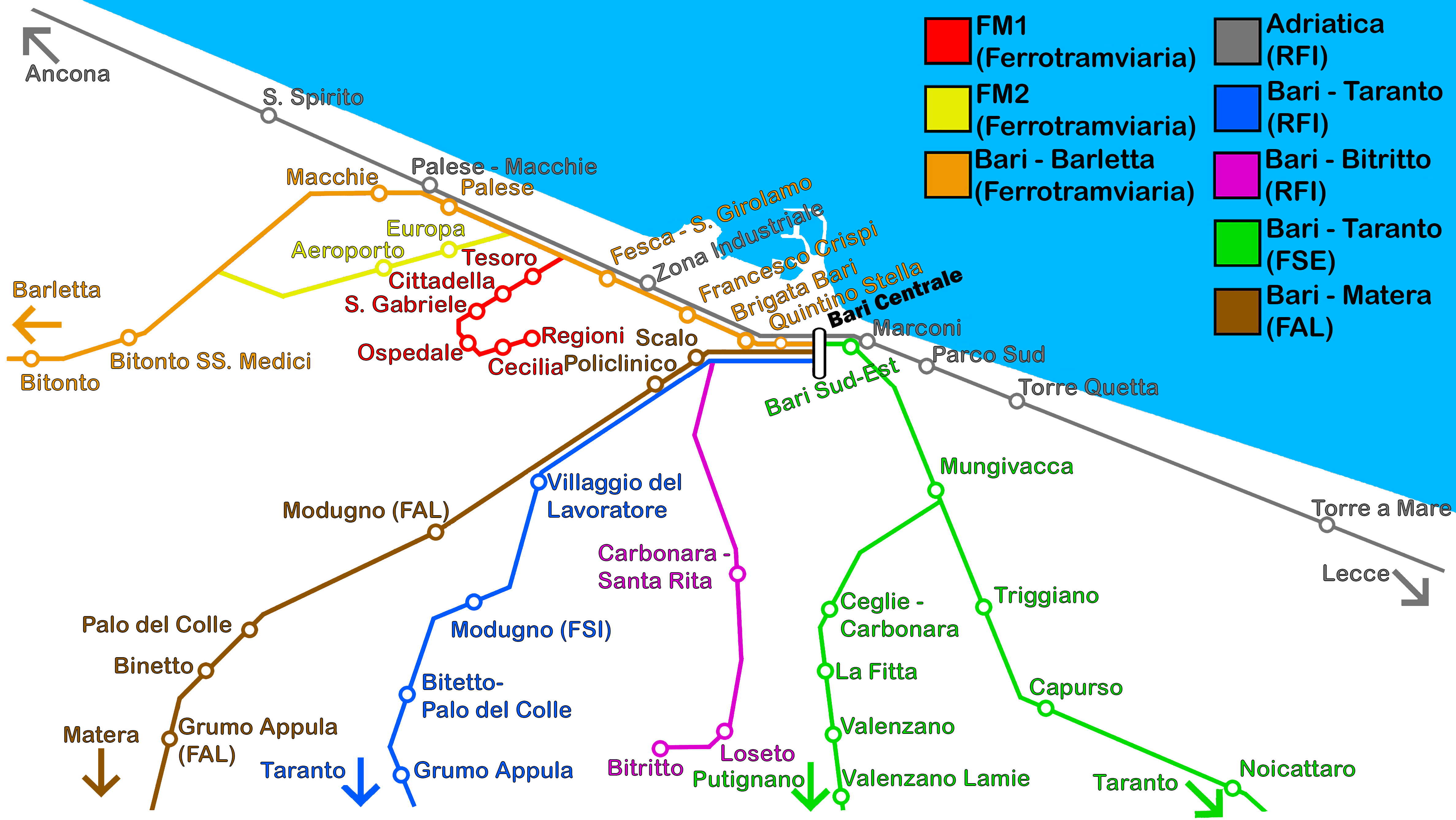
Linee ferroviarie passanti per Bari

L'AMTAB è una società per azioni nata nel 2003, erede dell'allora Azienda Municipalizzata Trasporti Autofiloviari Baresi che iniziò la sua attività il 1º ottobre 1965; la società gestisce il trasporto pubblico cittadino e in parte dell'area metropolitana di Bari.
La città dispone di una rete di 38 linee urbane, gestita dalla società AMTAB, più alcune linee complementari, quali quelle scolastiche e riservate ai disabili.
L'amministrazione comunale aveva inoltre deliberato la ricostruzione di una linea filoviaria lunga 14 km per la quale è previsto l'impiego di quattro filobus prodotti acquistati alla fine degli anni novanta e altri tre di nuova costruzione.
Sino al 1987 la città disponeva di quattro linee filoviarie per un totale di 15,4 km. La reintroduzione dei filobus era prevista nel 1992. L'appalto venne vinto ma si aprì un contenzioso tra l'azienda e il comune e i lavori non vennero portati a termine. Inoltre una nuova normativa europea impose un sistema di alimentazione per le linee filoviarie diverso da quello realizzato a Bari e i lavori furono definitivamente bloccati.

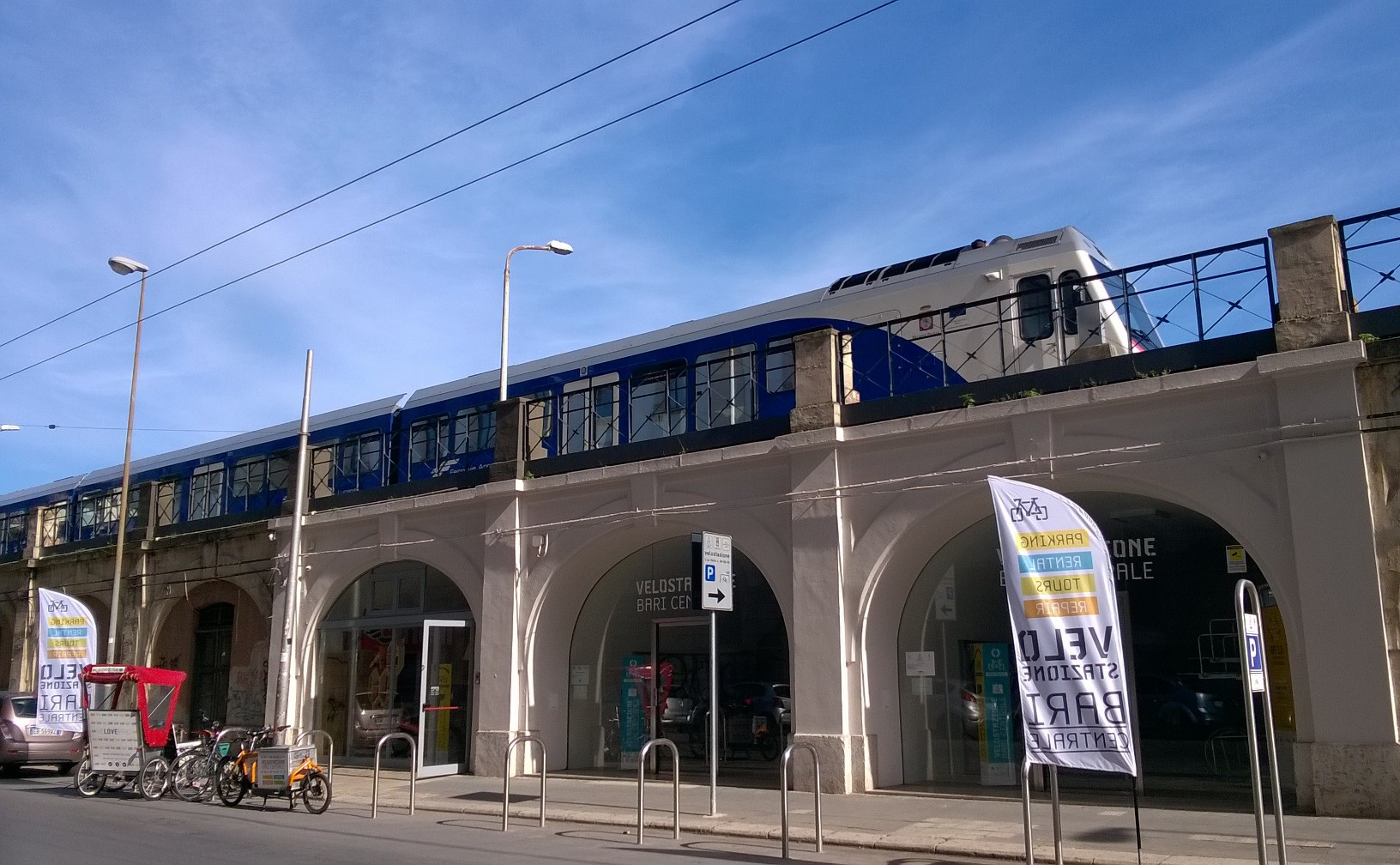
La Velostazione di Bari

Fra il 1909 e il 1948 era attiva in città una rete tranviaria, gestita dalla SAER, con una linea per Carbonara e Ceglie, fino al 1928 comuni autonomi.
Il servizio ferroviario metropolitano di Bari è costituito da due sistemi, gestiti da Ferrotramviaria (linee FM1 e FM2) Trenitalia (linea FM3).
Bari è all'avanguardia per la mobilità ecosostenibile ed in particolare per le piste ciclabili. Agli attuali numerosi percorsi ciclabili disponibili che hanno una lunghezza complessiva superiore a 200 km si aggiungeranno nel prossimo futuro altri 400 km che collegheranno i 41 comuni della Città Metropolitana di Bari (Biciplan Metropolitano - Piano Metropolitano della Mobilità Ciclistica).

## Amministrazione

### Consolati
A Bari sono presenti i seguenti consolati:
Albania, Austria, Belgio, Brasile, Bulgaria, Croazia, Danimarca, Estonia, Finlandia, Francia, Gabon, Germania, Grecia, Indonesia, Lettonia, Lituania, Messico, Moldavia, Monaco, Malta, Paesi Bassi, Polonia, Portogallo, Regno Unito, Russia, San Marino, Serbia, Senegal, Slovenia, Svezia, Spagna, Svizzera, Sudafrica, Turchia, Ucraina, Uganda, Ungheria.

### Gemellaggi
- Banja Luka[120]
- Beit Jala, dal 2023[121]
- Bologna, dal 2009[122]
- Canton
- Celle di San Vito[122]
- Corfù[123]
- Durazzo
- Hamm, dal 2021[124]
- Mar del Plata
- Patrasso
- Palma di Maiorca
- Stettino
- Słupsk
- Batumi[125]
- San Giovanni Rotondo
- Monte Sant'Angelo
- Kostroma
- Cardiff
- San José, dal 2019[126]
- Vasto, dal 2019[127]
- Siggiewi, dal 2023[128]

## Sport

### Baseball e softball
- Baseball Club Bari - Warriors fondata nel 1971, ha militato nei diversi campionati nazionali di baseball sino alla serie "B", per il softball sino alla serie "A2". La società è impegnata nell'attività giovanile presso le scuole, nel campionato nazionale di baseball di serie "C" e nel campionato nazionale amatori.[129]

### Calcio
A Bari hanno sede diverse società calcistiche:
- Società Sportiva Calcio Bari, militante in Serie B;
- ASD Pink Sport Time, militante in Serie B (calcio femminile);
- A.S.D. Virtus Palese, militante in Promozione;
- A.S.D. Ideale Bari (società basata sull'azionariato popolare, militante in Prima Categoria[130]);
- F.C Liberty Bari, militante in terza categoria.
- La Bari Sportiva, militante in seconda categoria.

### Automobilismo

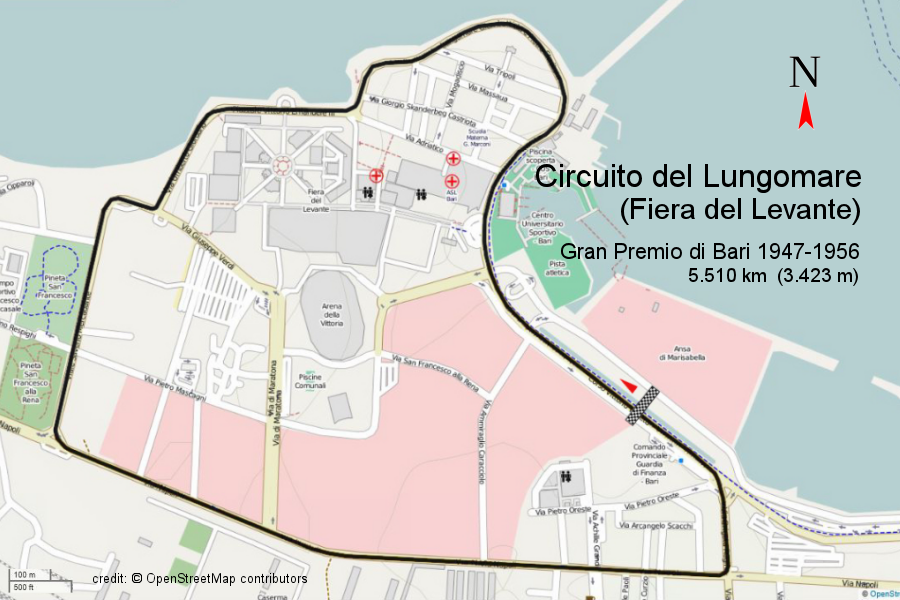
Circuito del Lungomare - Bari 1947

Per nove edizioni si svolse il Gran Premio di Bari con partecipazione di campioni memorabili, che correvano su percorsi stradali nell'area abitata davanti a un pubblico sempre numeroso. Nel 2013 una rievocazione storica della gara ha attirato 50 000 spettatori.

### Canottaggio
Ha sede nel comune la società Bari Vogatori 1894, fondata nel 2006, attiva principalmente nella voga su lance a 10 vogatori.

### Ciclismo
Giro d'Italia
Bari è stata sede della cosiddetta "Grande Partenza" del Giro d'Italia nell'edizione del 1990, con il via ufficiale della corsa dato il 18 maggio sul lungomare per effettuare una cronometro individuale in un circuito cittadino, conclusasi con la vittoria di Gianni Bugno.
In totale, la città è stata sede di tappa della "Corsa Rosa" in trentanove occasioni (venti partenze e diciannove arrivi). Pertanto, Bari si colloca all'undicesimo posto nella classifica delle sedi di tappa più ricorrenti nella storia della corsa.
Gli arrivi di tappa del Giro a Bari sono stati i seguenti:
- 1911, 10ª tappa, Sulmona-Bari, vinta da Carlo Galetti
- 1913, 5ª tappa, Salerno-Bari, vinta da Giuseppe Azzini
- 1914, 5ª tappa, Avellino-Bari, vinta da Giuseppe Azzini
- 1925, 6ª tappa, Napoli-Bari, vinta da Alfredo Binda
- 1927, 8ª tappa, Avellino-Bari, vinta da Alfredo Binda
- 1934, 7ª tappa, Napoli-Bari, vinta da Adriano Vignoli
- 1935, 8ª tappa, Lanciano-Bari, vinta da Learco Guerra
- 1936, 7ª tappa, Napoli-Bari, vinta da Raffaele Di Paco
- 1947, 9ª tappa, Napoli-Bari, vinta da Elio Bertocchi
- 1948, 8ª tappa, Pescara-Bari, vinta da Adolfo Leoni
- 1954, 4ª tappa, Catanzaro-Bari, vinta da Angelo Conterno
- 1961, 9ª tappa, Castellana Grotte-Bari, (cron. individuale) vinta da Jacques Anquetil
- 1963, 2ª tappa, Potenza-Bari, vinta da Pierino Baffi
- 1971, 1ª tappa, Brindisi-Bari, vinta da Marino Basso
- 1975, 5ª tappa, Campobasso-Bari, vinta da Rik Van Linden
- 1981, 6ª tappa, Rodi Garganico-Bari, vinta da Giuseppe Saronni
- 1987, 9ª tappa, San Giorgio del Sannio-Bari, vinta da Urs Freuler
- 1990, 1ª tappa, Bari (cron. individuale) vinta da Gianni Bugno
- 2014, 4ª tappa, Giovinazzo-Bari, vinta da Nacer Bouhanni

### Football
Il football ha un'importanza storica per i baresi poiché ricorda la fine della seconda guerra mondiale: infatti questo gioco fu mostrato per la prima volta da militari statunitensi nello stadio della Vittoria. La prima squadra fu chiamata Roosters Bari, alla quale seguirono vecchi sodalizi come Grasshoppers e Trucks, poi molte altre squadre sono state organizzate e tante partite si sono svolte proprio nello stesso stadio della prima storica partita disputata da militari statunitensi. Attualmente la squadra barese si chiama Navy Seals Bari.

### Nuoto e pallanuoto
Il 1º luglio 1976 prende l'avvio a Bari la Scuola Nazionale di Nuoto e Pallanuoto, nota come Payton, iscritta al nº 39 dell'Albo Federale della FINA. È stata una delle prime Scuole Nuoto in Italia riconosciute dalla FINA e il settore agonistico di nuoto può vantare numerosi successi sia in ambito regionale che nazionale. La squadra di pallanuoto partecipa nella serie A2 nel campionato 2010/2011, massimo risultato mai raggiunto da una squadra pugliese. Il palmarès della squadra giovanile di pallanuoto può vantare un titolo di vicecampione d'Italia nel 2009 e numerosi titoli regionali.

### Pallacanestro
A Bari hanno sede varie squadre di pallacanestro. La più importante è quella del CUS Bari, che ha partecipato in tutte le serie nazionali, inclusa la serie A.

### Pallavolo
Nella pallavolo il sodalizio più titolato è Amatori Volley Bari: infatti vinse il campionato femminile nel 1978-79.
Per quanto riguarda la squadra maschile, la squadra di riferimento è la Pallavolo Bari, che nel biennio 2020-22 conquista il campionato di Serie C e Serie B. Dal 2022 al 2024 ha militato in Serie A3.

### Rugby
L'Associazione Sportiva Rugby Bari è stata fondata nel 1980 da un piccolo gruppo di appassionati. Lo stemma rappresentativo è costituito da un tigrotto con la divisa ufficiale della squadra, una maglia bianco-azzurra assieme a pantaloncini bianchi. Alle spalle del tigrotto un sole a raggi biancorossi ricorda i colori della città. La squadra, chiamata Tigri Bari, disputa le partite in casa nell'Arena della Vittoria.
Nel 2018 lo Stadio della Vittoria ha ospitato una partita del Sei Nazioni 2018 Under-20, Italia e Scozia vinta dagli azzurri 45-31. L'evento, primo nel sud Italia, ha registrato un'affluenza record di oltre 5.200 spettatori, numero mai raggiunto per una partita Under-20 in Italia.

### Tennis
Il Circolo Tennis Bari fu sede dell'ATP Bari, Bari Challenger e campionati italiani assoluti di tennis.

### Vela
Il Circolo della vela Bari organizza regate e corsi di vela.

### Impianti sportivi

#### Stadio San Nicola
Lo stadio San Nicola, di proprietà del comune e dedicato al patrono della città, è il più grande impianto sportivo di Bari nonché  il terzo stadio più capiente d'Italia. È situato alla periferia sud-ovest, nel quartiere Carbonara di Bari. Progettato dall'architetto Renzo Piano, fu costruito tra il 1987 e il 1990 per ospitare la quattordicesima edizione del campionato mondiale di calcio, della quale ospitò la finale per il terzo posto Italia-Inghilterra. Nel 1991 fu sede della finale della Coppa dei Campioni, la massima competizione calcistica europea, mentre nel 1997 ha ospitato i XIII Giochi del Mediterraneo. Lo stadio è utilizzato per le partite casalinghe di calcio dell'S.S.C. Bari, e occasionalmente è stato impiegato per gare di atletica leggera, eventi religiosi e concerti.

#### Stadio della Vittoria

Lo stadio della Vittoria nel 1934.

Lo stadio della Vittoria (o Arena della Vittoria) è lo storico impianto sportivo della città di Bari. Progettato nel 1930 e inaugurato il 16 dicembre 1934 ai margini del quartiere fieristico, è rimasto la maggiore infrastruttura per lo sport della città fino alla costruzione dello stadio San Nicola, inaugurato nel 1990. Il 23 novembre 1944 alcuni militari statunitensi vi disputarono la prima partita di football americano-touch football in Italia, chiamata bambino bowl, davanti a 5 000 spettatori.
La fisionomia dell'impianto, originariamente simile a quella di altri stadi coevi, venne alterata nel 1972 con l'abbattimento della Torre Maratona, simbolo storico dell'impianto.
Nell'estate del 1991 fu utilizzato per raccogliere gli oltre 20 000 profughi albanesi giunti su una nave nel vicino porto. Tra il 1996 e il 1997 la struttura venne ristrutturata per essere adibita principalmente a teatro e sede di attività espositive e musicali, tanto che solo sporadicamente viene adoperata nell'originaria funzione di impianto sportivo. Dal luglio 2007 l'Arena della Vittoria ospita gli uffici del CONI regionale, provinciale e di diverse federazioni sportive, oltre alla sede di medicina dello sport. Dallo stesso anno è sede delle partite casalinghe della rifondata formazione dilettantistica del Liberty Bari, che milita nel campionato regionale di Eccellenza. Dal 2011 è terreno di casa delle società di rugby (Tigri Rugby Bari) e di football americano.

#### Palaflorio
Il PalaFlorio è una struttura polifunzionale situata nel quartiere Japigia e costruita negli anni ottanta per sopperire alle esigenze di impianti sportivi. Il nome del palazzetto è stato assegnato per onorare la memoria di Pietro Florio, presidente di origini baresi della Federvolley dal 1977 al 1988.
Dopo sette anni di chiusura, il palazzetto è stato recentemente ristrutturato e possiede attualmente una capienza di 5.000 posti circa. Rappresenta uno dei più grandi palasport della regione, nonostante non sia impiegato a dovere, quarto impianto nel sud Italia dopo quello di Reggio Calabria, di Caserta e di Avellino. È sempre stato usato in prevalenza per concerti, eventi, congressi, e poche volte per manifestazioni sportive, a causa degli scarsi investimenti locali da parte di imprenditori interessati a sport di squadra come basket e pallavolo. Grazie agli accordi tra comune e F.I.P. (Federazione Italiana Pallacanestro) nell'agosto del 2010 il palazzetto ospita le gare interne di qualificazione agli europei 2011 della nazionale italiana di pallacanestro maschile.

#### CUS Bari
Il Centro Universitario Sportivo di Bari è una struttura polivalente adibita a vari sport, come l'atletica leggera, il canottaggio, la canoa, il tennis, il calcio, la pallacanestro, il nuoto, il pattinaggio e il karate.

#### PalaMartino
Il PalaMartino è una struttura coperta polivalente nella quale si praticano varie discipline atletiche. È stato periodicamente ristrutturato e costituisce l'impianto sportivo più antico della città. Diverse gare vi furono disputate durante i Giochi del Mediterraneo 1997. Le tribune possono ospitare 500 spettatori. Il nome dell'impianto onora e ricorda il ginnasta Francesco Martino, che vinse due medaglie d'oro nei Giochi della VIII Olimpiade: una targa in marmo è sistemata sull'ingresso con dedica al campione barese.

#### Stadio del nuoto
Le piscine comunali comprendono lo stadio del nuoto e altre piscine per didattica o allenamenti. Tale struttura fu totalmente restaurata per i Giochi del Mediterraneo 1997: lo stadio è costituito da piscina olimpica e tribune per spettatori.

#### Polisportiva Angiulli
La denominazione ufficiale della polisportiva è Società Ginnastica Angiulli poiché la prima attività atletica praticata da tale sodalizio fu la ginnastica, alla quale poi si sono aggiunte tante altre discipline sportive. La società fu fondata nel 1908 e dispone di campi sportivi per le varie specialità atletiche. Il nome della polisportiva ricorda e onora Andrea Angiulli, che fu filosofo e pedagogista.

#### Palaghiaccio
Il Palaghiaccio è una struttura coperta riservata alla pratica del pattinaggio su ghiaccio per atleti agonisti e dilettanti. Esiste pure una squadra giovanile di hockey su ghiaccio, ma la pista non è omologabile per partite ufficiali, quindi gli hockeisti vi si allenano soltanto. Le tribune possono ospitare 2 000 spettatori. Tale edificio è ubicato in una vasta area con altri impianti sportivi come piscine, campi da tennis, pallacanestro, ecc.

#### PalaCarrassi
Il PalaCarrassi è uno degli impianti del Comune di Bari realizzati nel 1997 in occasione dei Giochi del Mediterraneo.
Distribuita su due piani e dotata di parcheggi e giardini di pertinenza esclusiva, la struttura, polifunzionale, è composta da una grande superficie di oltre 1 000 metri quadri, omologata per la pallacanestro e con una tribuna per 200 persone, oltre che da tre sale più piccole, rispettivamente di 65, 140 e 200 metri quadri, provviste di spogliatoi.

### Altre fonti
- foto su Bari, su globopix.net.